# 東城会
東城会（とうじょうかい）とは、セガゲームス（2015年3月まではセガ）のアクションアドベンチャーゲーム『龍が如く』シリーズに登場する架空の広域指定暴力団である。

## 概要
シリーズを通して登場する、関東一円のヤクザを束ねる広域指定暴力団であり、構成員数は『1』『極』の2005年時点で「2万5千」（嶋野の発言）、『3』の2009年時点で直系99団体（峯の発言）、『4』の2010年時点では直系100団体、構成員3万人を数える。
『0』では二井原が二代目代行を務めた1988年、直系傘下組織で最大の勢力を有していた堂島組若頭の風間が刑務所に収監され、更にはその風間が組へと導いた桐生が起こしたとされる「カラの一坪」での事件をきっかけに、風間の後釜を巡る組内の争いが発生。堂島組は若頭補佐3人のうち阿波野が死亡、久瀬と渋澤が警察に逮捕され組織力を失った一方、破門されていた桐生や真島がそれぞれの組に復帰した。また堂島宗兵が買収を目指していた「カラの一坪」を入手した世良が実権を握り、二井原の跡を継いで三代目会長に就任した。
『1』『極』では2005年、東都銀行の貸金庫で保管されていた東城会の資金100億円が盗まれた問題を巡り、三代目会長である世良が暗殺、更にはその葬儀において風間が銃撃により倒れ、嶋野や錦山ら跡目を狙う組幹部や近江連合、政界を巻き込む抗争が発生。騒動の中で嶋野や風間、錦山が死亡し、世良と風間が遺した三代目としての遺言状により桐生が四代目に指名されるも、桐生は襲名式と同時に退任式を行い、五代目を寺田に託した。
『2』『極2』では2006年、1年前の騒動を経て弱体化した組織を立て直している矢先に五代目会長である寺田が凶弾に倒れ、寺田に代わって堂島弥生が会長代行を務める。しかし二代目錦山組組長である新藤が近江連合の千石組に買収されてクーデターを起こし、送り込まれたヒットマンにより残った東城会幹部らが殺害される。騒動後は弥生の息子である大吾が桐生の後押しを受け六代目に就任する。一方で傘下組織の真島組はこの間に近江連合との間に起きた別の騒動の責任を取り、組長の真島と組員全員が東城会から離脱した。
『3』では2007年、沖縄へ向かう桐生の要請を受け真島が組に復帰。大吾を中心に組織の規模は以前以上に拡大しつつあったが、2009年に大吾が銃撃を受けて重傷を負う。大吾に代わり若頭の柏木が指揮を執るが、跡目を巡る内部抗争が勃発する中で柏木も銃撃を受け、若頭補佐の神田と峯が死亡、浜崎も組を失い破門に追い込まれる。
『4』では2010年、1年前の跡目騒動により組織が弱体化し、更には新井が起こした伊原殺害の騒動で上野誠和会と関係が悪化。会長の大吾は組織を守るため警視庁副総監の宗像との取引に動くが、最終決戦後は新たに冴島が直系冴島組を襲名、傘下に加わったことで新たな再生を歩み出す。
『5』では2012年、組織の若返りに成功して構成員数としては過去最大規模に拡大したものの、組織としては近江連合の渡瀬からは「潰す価値がない」、内部の真島にさえ「大半は戦争を知らへん」「堅気崩れの中途半端な連中ばかりや」と評される。その後、近江連合との抗争に備えて幹部が各都市に出向き、それぞれの地方を掌握する極道組織との盃交渉に向かうが、その最中に大吾が失踪。大吾に代わり本部長の青山が会長代行の座に座るが青山も死亡、大吾の護衛役であった相沢が直系団体の組長の多くを殺害し、再び弱体化する。
『6』では2016年、神室町の亜細亜街で火災が発生し、その責任を取らされる形で大吾や真島ら主要幹部が逮捕され、本家相談役だった菅井が会長代行に就任。菅井体制の下で中国マフィアとの抗争が発生し、陽銘連合会も含めた騒動に発展する。騒動の最中に染谷や菅井が死亡し、釈放された真島と冴島が直系に、大吾も六代目に復帰する。
『ONLINE』、『7』では近江連合が警察と共謀して行った『神室町浄化作戦』（『7』では『神室町3K作戦』）と三次団体だった荒川組の裏切りにより組織全体が総崩れとなって壊滅し、更には神室町全域の支配権を近江連合に取って代わられたことで大吾は逮捕され、真島や冴島ら主要幹部も行方をくらませた状態にある（『7』で実際は大吾は逮捕されておらず真島・冴島と共に身を隠している）。
『7』では『神室町3K作戦』で壊滅状態になるも、大吾と汚れ役を買った荒川により2年かけて近江の解散への手筈を整えられ、渡瀬が出所したその日に近江連合と同時解散した。
『8』では大解散により本部は廃墟となっていた。しかし、勢力を拡大した横浜星龍会の東京支部として買い取られ内装を一新。幹部室も『6』で置かれていた大型の机はなく以前の形式になっていた。星龍会が解散と同時にNPO法人ブリーチジャパンに移行した直後、幹部室にて海老名が楢崎を刺殺し火を付け全焼。本部は跡形もなく焼け落ちた。そのニュース映像を見た桐生は「本当に全部無くなった」と呟いた。

## 歴代会長及び会長代行
初代：姓名不明
作中において氏名の描写はなく、『2』のサブストーリーで入手できるDVDのタイトルに「初代組長伝説 東城真 ケンカ格闘研究奥義」とあるが、東城会の会長とは明言されていない。
『2』では初代会長のエピソードとして、組員から「庭にドーベルマンを放し飼いにしていた」「裏切った組員を本部の庭で自らの手により殺した」といった内容が語られている。
二代目：姓名不明
作中において氏名の描写はないが、『4』において1985年に冴島が起こした上野吉春の襲撃の後に上野誠和会と親戚関係を結び、それから3年の間に死亡したとされている（『0』では二井原が代行を務める）。
二代目代行：二井原 隆（にいはら たかし）
声 - 柴田秀勝
『0』に登場した東城会二代目会長代行。会長代行でありながらもそれを感じさせない程の威厳を醸し出しており、例えどんな相手だろうと堂々とした振る舞いを見せている。また、ヒットマンとして活動していた頃の風間新太郎を良く知っており、当時の彼を「一騎当千」と評し、風間を10億で買えるなら迷わず支払うと断言するなどその実力を認めていた。東城会本部を訪れた立華から「堂島組に桐生さんから手を引くように働きかけて下さい」と頼まれ、当初は「俺にあんたを助けてやる理由は無い」と断ろうとしたものの、堂島組がカラの一坪を手に入れれば、東城会本家との力関係が覆ると警告された事に加え、桐生一人に10億もの大金を差し出した立華の器量の良さに感服してその件を了承する。その後、桐生たちが東城会本部を去ろうとした際には桐生の覚悟を試す為に組員を嗾けるが、結果として組員全員を倒したことで桐生の実力を認め、最後は東城会本部を去って行く桐生たちを見送る。その後約束通り、桐生を東城会本家預かりとし、手出しは無用と堂島に釘を刺すも、渋澤が立華の動きを予想していた事から、勢い付いた堂島組を止めるにはさほど効果は無かった。事件後は世良を東城会本家若頭に就任させて「神室町再開発計画」を彼に任せ、自身も幕引きを悟って代行を退き、東城会本部を後にした。
『ONLINE』では第二部のストーリーに登場し、郷田龍司を抹殺計画の為に荒川組を仕向ける。最終的には計画は失敗に終わり、春日と久瀬の処遇を下そうとするも、世良に諭されて処遇を取り止め彼に東城会を任せ、代行を降りる。
三代目：世良 勝（せら まさる）
声 - 水木竜司（『1』）、大川透（『0』『極』）
身長185cm、体重74kg
『1』に登場した東城会三代目会長。49歳。若くして（37歳）三代目会長を襲名したが、渡世に入って間もない頃に風間から極道のイロハを教わった事もあって風間に対しては多大な敬意を払っており、風間が自身の部下になってからも風間に対して敬語を崩さないでいる。また、桐生の事も高く買っており、桐生が堂島殺しで捕まった際には絶縁ではなく破門にし、更にはこれから刺客に狙われるであろう桐生を守るための指示を部下にしている。大学時代に共に学生運動に参加していた長年の親友である神宮京平の頼みで記者の死体を隠すのに協力し、更には政治家生命を守るために遥と由美の抹殺を依頼されるが、実行しようとしたところを風間に止められ、最終的には風間の説得により思い留まって自らの過ちを悟る。その後は神宮と手を切る決心を固め、敢えて神宮を失脚させる為に風間や由美と共に彼の100億円を盗み出してバー「アレス」に隠したものの、それにより神宮から命を狙われると察して自らの死を覚悟しており、「東城会の未来を託せる男」を跡目に譲ると記した遺言状を風間に託した。その後、神宮の流した100億の情報を聞いた錦山から「100億盗まれたのは本当か」と質問され、それに「この件は東城会本部預かりにさせて貰う」と答えたが、最後はその数日後に跡目を狙う錦山によって暗殺された。
『0』では32歳。当時の東城会の直系組織であった日侠連の総裁の位置にいる。正確な射撃の腕を持ち、実際に佐川の腕を正確に撃ち抜いたり、堂島宗兵が銃を使おうとした際もその銃を弾き飛ばしている。戦闘では直立の構えから攻撃をいなし、隙のない打撃を繰り出す。代紋を掲げることもなく、ただ本部の汚れ仕事を専門に請け負っていたが、後に風間の命を受けて堂島組及び傘下組織よりも先に「カラの一坪」を手に入れるために行動し、佐川に殺されかける真島とマキムラマコトの前に現れ、彼女を連れ去る。その後、マコトを弁天屋に匿い、狙われる事情を全て話した上で協力関係を取った立華不動産に彼女を引き渡す。遅れて突撃して来た真島にも全ての事情を話し、蒼天堀に留まって佐川を食い止める様、説得するも佐川に撃たれる。しかし、まだ死んではおらず、杖を着きながらも堂島組に撃たれた彼女を介抱。そして意識を取り戻したマコトから「カラの一坪」を日侠連の物として手に入れる。その後、単身堂島組を襲撃した真島を追って現れ、マコトのために仇討ちをしようとする彼を説得。「カラの一坪」がマコトの手から離れた事を告げ、真島に痛め付けられた老鬼を堂島組を制御する切り札として身柄を引き取る。騒動終結後は、堂島組に代わって神室町再開発計画を引き受け、その莫大な利権と後見人を引き受けさせられた堂島の後押しを持って東城会本家若頭に就任し、二代目代行の二井原が退任した後はそのまま東城会三代目会長に昇格する。
『ONLINE』では第二部のストーリーに登場し、肩書きは東城会若頭となっている。
キャラストーリーでは過去のエピソードに登場し、会長就任後ある日のこと、まだ駆け出しの頃に兄貴分を殺され、怒りに任せて止める風間を振り切って斎藤遼太郎を射殺する夢を見た。その数日後、対立する中国マフィアとの抗争の最中に男に襲撃される。男は斎藤の息子を名乗り、護衛する日侠連の組員を悉く倒して世良に迫るが、もう一歩のところで取り押さえられた。穴蔵に幽閉した翌日、様子を見に来た世良を中国マフィアが襲撃し、これを返り討ちにするが、斎藤も脱出し、再度世良と対峙する。しかし、まだ人を殺した事が無いと見抜いた世良が拳銃を渡して諭す。結果、斎藤は一線を渡る事無く、暴言を吐いて立ち去った。その後ろ姿を見た世良は斎藤が自分と同じ立場にならなかった事に安堵して胸を撫で下ろした。
四代目：桐生 一馬（きりゅう かずま）
堂島の龍と呼ばれる伝説の極道。『1』（『極』）で東城会四代目会長となったが、就任式と引退式を同時に行ってカタギとなる。事情により『6』の終盤から『8』まで大道寺一派のエージェント「浄龍」として、再び裏社会に身を投じる。

五代目：寺田 行雄（てらだ ゆきお）
『1』（『極』）では近江連合本部長。桐生に指名され、『2』にて東城会五代目会長を務めた。
『2』（『極2』）では寺田に代わって堂島弥生が五代目代行を務めた。

六代目：堂島 大吾（どうじま だいご）
宗兵と弥生の息子で、『3』から『7』まで東城会六代目会長を務めた。
『5』では青山稔、『6』では菅井克己が六代目代行を務めた。

## 堂島組
『1』から登場した組。当初は東城会では中堅だったが、『2』の舞台から26年前となる1980年頃にジングォン派を始めとした海外勢力を神室町から一掃し組織を拡大する。『0』の時代になると桐生や錦山が所属しており、若頭の風間をはじめとする優秀な部下を擁し都内の一等地に事務所を構えるなど、人員と金の両面で東城会でも対抗できる人間がいないトップクラスの勢力であり、一時は東城会本家との力関係が逆転しかける程の勢いがあったが「カラの一坪」事件後は強力な力を持っていた三人の若頭補佐を一気に全員失ったことで弱体化し、事務所も神室町の劇場前横にある東堂ビルに移転する。その後組長である堂島宗兵が錦山に殺害されたことによりさらに規模や勢力が縮小して構成員のほとんどが風間組に吸収され、『ONLINE』のイベント「堂島大吾 試練の時」では解散したと明言されている。
堂島 宗兵（どうじま そうへい）
声 - 水木竜司（『2』）、江川央生（『0』『極2』）
東城会直系堂島組組長。桐生と錦山の渡世の親であり、風間と嶋野の嘗ての親父分でもある。小柄でパンチパーマと口髭、サングラスがトレードマーク。「欲しいモノはどんな手を使ってでも手に入れる。」という手段を選ばない強欲な性格であり、女癖も悪い為か嶋野や風間、立華らには東城会のトップになる程の器も頭もないと見下されていた。特に嶋野には、「あんな頭の足りん小物がトップんなったら、東城会はしまいやで。」とまで言われている。『1』では由美を拉致して自分のものにしようとしたために激昂した錦山に銃殺される。
『2』では回想で登場し、風間と嶋野に真拳派の始末を命じて堂島組や東城会の勢力を拡大する。
『0』では三代目会長の座を手に入れるために「神室町再開発計画」に必要な土地を「カラの一坪」を残して片っ端から買収し、更には組の運営を実質取り仕切っていた邪魔な風間を潰すために裏で老鬼を操って「カラの一坪」での事件を引き起こし、その事件の濡れ衣を風間派の人間である桐生に被せる。その後桐生と久瀬が対峙していた際に阿波野や渋澤と共に姿を現し、問題を起こした責任として久瀬に指を詰めさせ桐生の申し入れを承諾して破門にした上でカタギとして真っ当な道を歩むように促すが、その際に破門を理由にケジメを付けようとした桐生の言葉を一蹴し自らの目論見通り責任は風間に取らせると告げた。
桐生の破門後はしばらく表に出ないが、裏では「カラの一坪」に関する相続関係の事実を洗っていた。兄の立華が殺された事で復讐のためにマキムラマコトが堂島組に乗り込み、「カラの一坪」の譲渡と引き換えに若頭補佐3人の首を差し出せとの要求を突き付けられるが、それは堂島にとっても「立華が死んだことで土地の相続人がマコト以外に残っていない」事が確定したタイミングでもあったためにマコトが死ねば今後「カラの一坪」の所有権を無視して再開発計画を強行してもそれを問題だと訴え出る人間がいないため問題ないと考え、マコトの要求を無視して老鬼に命じてマコトを撃たせた。その後渋澤が日侠連のアジトを探るべくマコトを死なせない程度に撃たせた事も知らないまま彼女を殺したと誤認し、神室町再開発計画を推し進めようと渋澤を次期若頭にした後は本格的に三代目会長の座に就くために動き出していたが、マコトの復讐として単身事務所に突撃して来た真島に追い詰められる。加えて阿波野の死や渋澤と久瀬の逮捕がきっかけとなって組員の大半と若頭補佐を三人も失い、更には遅れて現れた世良がマコトから「カラの一坪」の所有権を譲り受けたために目論見は失敗に終わる。事件後は世良が堂島の命令による暗殺の生き証人となる老鬼の身柄を拘束した事で世良の傀儡として東城会若頭就任の後見人を引き受けさせられ、風間に組の実権をほとんど奪われてしまう。
『ONLINE』では過去のエピソード内にて登場。1993年に桐生が蛇華に監禁された原因を作ったのは他ならぬ彼自身であり、蛇華の怒りの矛先を桐生に向けさせて堂島組が蛇華と戦争をする口実作りのための計画であった（実際に蛇華の不満が爆発寸前であることも知っており、挑発と言わんばかりに偽造パスポートを3冊で2000万という破格の値段(風間曰く「今までの更に倍の値段」)に値上げをし、桐生を取引に向かわせた）。桐生救出に向かう風間を阻止するために組員をけしかけるものの風間によってあっさりと突破される。その後桐生は蛇華に乗り込んだ風間によって救出されたため計画は失敗に終わる。
前述の通り立華には会長になる器ではなく「一幹部が分相応」と評され、弟分の嶋野には「頭の足りん小物」、子分であった桐生からは「クソみてぇな親」との評価を受けている。若頭補佐の3人を失い世良の傀儡となった後には、錦山からも「昔の自慢とメンツの話しか出来やしねえ」と疎まれていた。一方で妻の弥生からは死後も愛されている他、後に風間組に吸収された組員の一部から「俺たちの親は堂島の親父だけだった」とも評されている。また『2』での真拳派皆殺しの際には「下手な情を挟めばそれが禍根を残す」と躊躇する風間を諌め、将来を見通して指示を下す場面も描かれている。
堂島 弥生（どうじま やよい）
声 - 福島おりね（『1』『2』）、こうち澪（『極』『極2』）
堂島宗兵の妻。48歳。女癖の悪さなどの悪い面も承知の上で堂島を一途に愛しており、息子の大吾も可愛がっている。サブストーリーでは桐生に夫が銃殺された事件の真相を問い詰めるが、最終的には100億円事件を含めた全ての問題を桐生に任せる。
『2』では49歳。寺田が倒れた後の東城会五代目会長代行を務めており、後に一時は新藤に捕らわれるも桐生によって救われた。
『3』の冒頭では組の立て直しのために奔走している事が桐生の口から語られる。
『極2』では新たに東城会の執行部にいるという設定が追加され、就任時期は不明だが桐生へ復讐するために一度執行部を離れている点から、かなり昔からいた可能性があることや『1』の後に桐生がきちんと真実を伝え和解したこと、その後から寺田死亡まで就任していたことが人物紹介で明かされている。
『ONLINE』では堂島組の躍進を支えた弥生なら誰も代行に文句はないと柏木に称され、大吾の代わりに代行に就任する。

### 久瀬拳王会
『0』に登場した堂島組系の三次団体。堂島組の中でも「暴力」に秀でており、実力行使の中核を担う。久瀬の逮捕後、堂島組に吸収される。
久瀬 大作（くぜ だいさく）
演 - 小沢仁志
東城会直系堂島組若頭補佐、堂島組内久瀬拳王会会長。刺青は背中に閻魔大王、上腕部に牛頭馬頭、胸に野晒し。元プロボクサーという経歴を持ち「自分より強い人間を殴りたいから極道になった。」と嘯く反骨心や闘争心の塊のような男だが、野心家や計算高い人間が多い東城会においては珍しく損得勘定や面目、功名心に拘らず一人の極道としての意地を優先して行動する崇高な一面も見せる。また立華を拷問にかけた際にただ痛めつけるだけの米田に対して拷問が通用しない事を見抜き、他の手を講じようとするなど暴力一辺倒ではない面も覗かせる。戦闘では前歴通りボクシングを主体に頭突き・蹴り・肘打ちを織り交ぜた喧嘩殺法を用い、状況によっては鉄パイプやメリケンサックといった武器も使用する。「カラの一坪」で発見された死体の件で桐生を堂島組本部に呼び出し、彼に指詰めをした上で警察に自首するように告げるが、桐生が東興クレジットを襲撃した際にはその場に駆け付け、彼に対して風間をスパイする（風間を裏切って自身に就く）ように言ったところで拒否される。その後桐生が組抜けを申し出たことに対して指詰めすらせずに勝手な行動に走り続ける彼に腹を立てて組員を嗾け、後に全員を倒して自身の元へやって来た桐生と戦うも敗北し、直後にその場にやって来た堂島に対して醜態を晒したことや組抜けをしてカタギとなった桐生に手を出したことを咎められ、阿波野や渋澤に促される形で自らが桐生の前で指詰めをするという二重の屈辱を受ける事となる。この失態によって堂島組における次期若頭候補の座から転落し、その後は弟分である阿波野らから実質一兵隊同然に扱われ、更には末端の組員である米田にさえ見下されるようになってしまう。それでも尚も「極道になり切れてない半端者」である桐生への復讐心と極道としてのプライドだけを拠り所として幾度となく彼に襲い掛かるが、一方では「半端者」としての意地を貫こうとする桐生の胸中に潜んだ「真の極道」としての素質を見出し、憎みながらも次第に桐生に対して一目置くようになる。その後風間組事務所前での桐生と一対一の最後の激闘に敗れた後は桐生に覚悟があるかを確認した上で彼を極道として認め、同時に桐生と同じく本物の極道として目覚めようとしている渋澤の情報を提供した。事件後は渋澤と共に警察に逮捕され、組織は堂島組に吸収される。
『ONLINE』では第二部のメインストーリーに登場し、10年の刑期を終えて出所していた事が判明する。組は解散していたが、出所直後に二代目会長代行の二井原から郷田龍司の抹殺命令を受けて荒川組の助っ人として春日と同行する。龍司発見後は彼を始末するために襲いかかるも逃げられてしまい、代わりにハンを捕まえて龍司の居場所を突き止める。春日が龍司を殺したと見せかけて匿った後は彼に鷹山がジングォン派と組んで郷田仁の殺害を目論んでいる事を伝え、蒼天堀に向かおうとする彼の覚悟を確かめるために立ちはだかるも敗北する。その後は春日と共に龍司の援護に向かう。
サブストーリーでは桐生に敗れてエンコを詰められた後、鬱憤を晴らすために駐車場で眠っていたバイクを引きずり出そうとしたがエンジンがかからず修理のためにかつて兄弟分だった鬼怒川の許を訪れる。バイクは元々鬼怒川が所持していたが、15年前に組を抜ける時に久瀬が譲られたものだった。しかし鬼怒川は元ヤクザというレッテルを隠しながら細々と肩身の狭い生活をしており、もう極道に関わりたくない事から久瀬の依頼も頑なに拒否したが、偶々やって来た地上げ屋に遭遇。鬼怒川の客と誤解した地上げ屋に襲われるが返り討ちにした。その後鬼怒川を襲撃しようとする地上げ屋の前に立ち塞がるも隙を突かれて背後から襲われてしまう。窮地に陥った久瀬だったが鬼怒川が駆けつけた事で難を逃れ、鬼怒川から土地の権利書を奪われた事を聞いた久瀬はバイクの修理と引き換えに権利書を奪い返すために直接地上げ屋の事務所へバイクで乗り込んで叩き潰し、無事権利書を鬼怒川に渡した。鬼怒川から背中を押された久瀬は桐生との再戦に闘志を燃やして挑むことになる。

### 泰平一家
『0』に登場した堂島組系の三次団体。堂島組の中でも「渉外」に秀でており、優れた情報収集能力によって東城会や神室町界隈の動向を事細かく探り、集めた情報を駆使して堂島組の「脅し」を担う。阿波野の死亡後、堂島組に吸収される。
阿波野 大樹（あわの ひろき）
演 - 竹内力
東城会直系堂島組若頭補佐、堂島組内泰平一家組長。背中の刺青は赤鬼を懲らしめる桃太郎。折柄の入った紫のダブルブレストジャケットを着用をしており、相手を威圧するような物言いや迫力を醸し出している。またヤクザという生き方を「職業」と例えており、広く確かな情報収集能力で若頭に就任しようと考えている。ゴルフやダンスを好み、久瀬の語るような極道の生き方などどうでもいいと言い切るなど、時代に逆らわずその波に身を任せて生きる享楽的な性格である一方、兄貴分である久瀬に表向き恭順の姿勢を見せていながら裏では彼を出し抜く策を巡らせているなど見かけによらず狡猾な一面も持つ。戦闘では渡瀬に似た格闘スタイルで戦い大振りながらも強力なパンチを主武器とし、全力の一撃ならば石壁に巨大なひび割れを起こす程の威力を持つ。「カラの一坪」で起きた事件以降は桐生を付け狙い、その度に外堀から埋めてかかるような狡猾でしたたかなやり口で何度も脅しをかける。神室町のディスコで対面した時は踊り子の女と共にダンスを踊りながら桐生を待ち、久瀬を蹴落とすきっかけとなった桐生に誘いをかけながら立華を渡すように迫るも拒否され、その後無関係の踊り子を銃で撃ち殺して脅しをかけるも通用せずに終わる。桐生が錦山の助けを借りて一旦神室町を脱出した間も包囲網を徹底的に広げてあと一歩のところまで追い詰めるが救援に駆けつけた立華と共に桐生を取り逃がし、翌日には立華不動産との交渉を経た東城会本部から「桐生一馬は本家預かりの身となり、一切手出し無用。」の達しが届いた事で神室町内での追撃を断念せざるを得なくなり、その間に裏で暗躍していた渋澤に手柄を横取りされる形となる。その後堂島組本部に乗り込んできた真島と対面した際は「もともと俺は、人を殴んのが好きでなぁ。相手がムカツいたから殴るんじゃねえ。殴るのが好きだから殴った。」という根っからの武闘派であることや、「……根っからの極道のくせにいつからか、てめえの血流すのが億劫になってな……。カネまみれの小賢しい極道を演じるのがラクだって気づいちまった。」と、バブルという時代に流されて本来の武闘派極道の生き方を捨てて金を稼ぐ極道の生き方を選んだことを明かし、そのまま真島と戦うも激闘の末に敗北する。敗北後は「長げえこと極道……やってるとよ、正直、てめえの立ち位置が見えてきちまう……。風間のカシラみてえな男がいる限り、てっぺんを獲ることができねえ、なんてな……」「俺もよぉ、もう少しお前（真島）みてえに、馬鹿だったらよかったのになぁ……」と前述の後悔とも取れる感情を吐露して彼に諭されたが、直後に突如として現れた老鬼に銃撃されそうになった真島を庇って銃弾を浴び、最後は男同士の腹を割った会話を邪魔した事に激怒してそのまま殴りかかろうとしたところを鉄針で刺されて死亡する。上述の通り、享楽的な生活を送っていながらその秘めた力は計り知れないものであり、真島からも「こんな時代に踊らされてなかったら、その拳でてっぺん獲れたかもしれん。アンタには、それだけのモンがあったはずや」と評された。
岡部（おかべ）
泰平一家構成員で、民間オーナーが所有するビルの転売を妨害し立ち退き料を請求する占有屋の元締め。戦闘では八幡に似た格闘スタイルで戦う。立華不動産に与する桐生に仕事を邪魔された挙句にケジメとして阿波野の命で指詰めをさせられる。その後尾田を叩きのめし、セレナにいた桐生の元を訪れて江原等部下と共に桐生に襲い掛かるも敗北した。
江原（えばら）
泰平一家構成員。染め上げたオールバックの髪型とサングラス、柄シャツと紫スーツが特徴。戦闘ではステゴロの他、折り畳みナイフを用いる。前述の岡部が取り仕切る占有屋のシノギの使いっ走りで、辻󠄀を使って杉田ビルを占拠させて立ち退き料を得ようとしていたが立華不動産の尾田と桐生が辻󠄀を追い出そうと動き出そうとしたために他の構成員二人を引き連れて現れる。そこで辻󠄀を追い出す仲介料として桐生達に700万を請求する交渉を行う。しかし二人が断った事から手間賃として更に300万上乗せしようと力づくに出るものの返り討ちに遭う。その場では去るものの後々岡部共々尾田を叩きのめし、岡部を含め他3人の構成員や親分である阿波野と共にセレナを訪れて阿波野を除いた4人掛かりで桐生に掛かるもまたもや返り討ちにされる。その後堅気の男性を路上で痛め付けていた所、マキムラマコトを追って神室町を訪れた真島と遭遇するも真島がその暴行に構わなかった事から戦闘にはならなかった。

### 渋澤組
『0』に登場した堂島組系の三次団体。堂島組の中でも「経済」に秀でており、「事務方」を担う。渋澤の逮捕後、堂島組に吸収される。
渋澤 啓司（しぶさわ けいじ）
演 - 中野英雄
東城会直系堂島組若頭補佐、堂島組内渋澤組組長。背中の刺青は青龍。モヒカンに髭やサングラスと威圧的な風貌。普段は組の立ち位置から兄弟分の久瀬や阿波野の影に隠れがちであるが内側には久瀬にも劣らぬ凶暴さや阿波野にも劣らぬ野心を秘めており、目的を達成するためならば誰であろうが躊躇することなく手に掛ける。また幼少期に政治家としての将来を嘱望されていた代議士秘書の父が手柄のほとんどを代議士に奪われ、汚職の罪を擦り付けられて自殺に追い込まれた経験から金では買えない「華」や「看板」に強い拘りを持っている。戦闘では桐生と性質の似たスタイルを段階的に用いる（スピード→パワー→ベースの順）。「カラの一坪」で起きた事件で桐生を付け狙い、裏では尾田と通じてマキムラマコトが蒼天堀にいるという情報を掴む。大金を払って西谷を動かし、蒼天堀にいるマコトを捕らえさせようと暗躍するもいずれも失敗に終わったことで尾田や西谷の始末に動く。その後堂島から次期若頭に任命され、風間という絶対的な存在を超えたという看板を手に入れるために風間派の皆殺しを画策。堂島には秘密裏に老鬼を使ってマコトを瀕死の状態で敢えて生かすことで彼女を守ろうと動いた組織（日侠連）を炙り出して日侠連のアジトである芝浦の船を組総動員で強襲する。最後は「堂島の龍」の名を賭けて同じく龍を背負う桐生と激突するも死闘の末に敗北し、久瀬の「張り続けている限りは負けていない」という考えから立華のように殺してやるとと発言したため勝敗が決した後も桐生の逆鱗に触れ、怒る桐生に殺意の込められた攻撃を喰らい続けて自身も殺されることを覚悟していたが錦山が桐生を制したことで命だけは助けられた。事件後は久瀬と共に警察に逮捕され、組織は堂島組に吸収される。

### その他の堂島組組員
米田（よねだ）
声 - 藤本たかひろ
『0』に登場した堂島組構成員。気性が荒い性格で「人を殴るのがたまらないから極道になった。」と語るなどの久瀬に似た性質を持つが、どんな相手であろうと容赦無く所構わずに手を上げたり暴力のみで何とかしようとするために当の久瀬からは三下扱いされている。戦闘ではドスや鈍器といった凶器を用いることが多い。破門を願い出るために堂島組本部に来た桐生を消すように久瀬から命じられて桐生の前に立ち塞がるが、5度に渡って退けられた。終盤では立華の拷問に立ち合った際に「殺したら意味が無い。」と久瀬に止められた事から逆上し、それまで何度も桐生に敗れた久瀬の不甲斐無さを指摘して反抗心を剥き出しにした上に立華に八つ当たりするという形で彼の側頭部を大型ハンマーで殴って致命傷を負わせるが、最後は激昂した久瀬によって後頭部を床へと強く叩きつけられて死亡した。
老鬼（ラオグゥェイ）
声/演 - 鈴木幸二/サム・リー（中国語版）
『0』に登場した殺し屋。以前から堂島組に雇われており、堂島宗兵の命令で何人もの人間を殺してきたことが明かされているが基本は殺害対象以外は手負いにすることはあっても契約外として見逃すなど機械的なまでに依頼に忠実である。高度な暗殺術と隠蔽技術を持つ殺しのプロであり大陸系の黒社会では有名で、中国マフィアに属していた立華にもその名前と実力を知られる程。堂島に「大陸で一番金のかかる殺し屋、自分に仕事を依頼するルートと金がある限り誰だろうと好きに殺せる。」と言わしめた。戦闘では両指に3本ずつ挟んだ鉄針による素早い斬撃や青龍刀とサプレッサー付き拳銃を併用した武器術に加え、素手になった際は黄家拳と呼ばれる中国拳法を駆使し、隻眼の真島の残った右目を潰そうとしたりする。また身体能力も高く、階段の代わりにネオンや壁などを駆使しながら下に降りるなど常軌を逸している。物語冒頭で堂島の命を受けて「カラの一坪」で殺人事件を起こし、その罪を桐生へ擦り付ける。その後は亜細亜街にて桐生を狙撃し、立華を連れ去る。立華の死後はマキムラマコトを渋澤の命で殺さない程度に銃撃するなど姿を現しての行動を開始し、堂島組本部にて乗り込んできた真島を射殺しようとした際には真島を庇った上自分に襲い掛かかってくる阿波野を瞬殺した。その後は真島を始末しようと戦うも激闘の末に敗北する。真島に敗北した後は「こいつらがおる限りマコトは狙われ続ける。」と言う真島にそのまま殺されそうになるが、割って入った世良が真島を諭した事で殺されるのは免れる。代わりに堂島組を傀儡とするための切り札として堂島組が今まで行ってきた殺しの生き証人として日侠連に身柄を拘束され、最終的には「穴倉」へと送られた。
石川（いしかわ）
『極』に登場した堂島組構成員。戦闘では拳銃を装備し、金井に似た格闘スタイルで戦う他ダウンからの起き上がり時に銃を乱射してくる。堂島宗兵の仇を討つために他の組員と共に桐生の後をつけて殺す機会をうかがっていたが、自身らの動きを察した真島の策で桐生に誘導される形で埠頭で桐生と真島の二人と対峙する。その後敵対するつもりもなかった真島に口出しされたことで真島もろとも始末しようとするも返り討ちに遭い、倒れる前に真島に発砲して彼を海へと落とした。

## 風間組
『1』から登場した堂島組傘下の三次団体。堂島組の方針を決定する「司令塔」としての役割を担っていた。児童養護施設『ひまわり』や更生支援組織『堅生会』などの運営を支援する等、東城会内で随一の穏健派である。『0』の終盤よりその後カラの一坪事件を経て堂島組が弱体化した後は風間が堂島組の実権の殆どを手中に納め、『1』の堂島宗兵の死後は風間が大半の堂島組組員を移したことで直系に昇格、戦力を肥大化させた。天下一通りの「風堂会館」に事務所を構えてる。風間の死亡後、柏木が二代目風間組を継承し事務所をミレニアムタワーに移した。柏木がCIAの銃撃により意識を失い、裏社会から姿を消した後は真島が組長の代行を務めた後、真島組に吸収された。
風間 新太郎（かざま しんたろう）
声 - 渡哲也
身長177cm、体重70kg
東城会直系堂島組若頭、堂島組内風間組組長。60歳。聡明で判断力に優れており、かつては天才的な銃の腕を持つ凄腕の元ヒットマンでもあった。二挺拳銃と軽い身のこなしでターゲットを次々と亡き者とし「東城会の殺し屋」と呼ばれていた一方で、好意で「柄本医院」の経費及び生活費を援助したりスターダストからみかじめを取らずに面倒を見たり孤児の養護施設である「ヒマワリ」を私財で創設し幼少時代から桐生の世話をし続けていたりと義理人情に溢れている。特に桐生に対する愛情と信頼は絶大なもので、真拳派壊滅時には犠牲を厭わずに桐生の窮地を救ったこともある。また18年前（1993年）には蛇華に捕らわれて監禁されていた桐生を助けるために足を負傷して以来は歩く際には杖を使用している。ただし錦山に対してはそれなりの心情を抱きながらも劇中ではあまり信頼している素振りを見せなかったが、錦山の悩みに気付いたり鬼になる事を止めてやれなかった事を悔やんでいた他、舞台版では錦山を『錦』と呼んでいた事から桐生と同じように大切に思っている事がうかがえる。神宮の100億を運び出した後は世良から「極道の未来を託せる男を選んで欲しい」と名前が空白のままの遺言状を託され、極道として東城会の未来を桐生に託すために遺言状に名を綴る。桐生の出所後は世良の葬儀に桐生を呼び出し、由美について話そうとするが錦山の陰謀により狙撃されて重傷を負い、シンジの手引きでアケミの元に身を寄せることになる。その後寺田に芝浦に連れられ、そこで桐生に美月と由美についてや100億円事件の真相を伝えるが直後に襲撃してきた嶋野が投げた手榴弾から自身の身を顧みずに遥を庇って致命傷を負い、死ぬ間際に桐生に世良の遺言状を渡した上で「桐生の親を殺したのは自分であり、ヒマワリは自分が殺した人間の子供を養うために作ったものだった。」事を告白して最後は許しを乞いながら桐生の腕の中で息を引き取った。
『2』では26年前に東城会の勢力拡大と海外勢力一掃のために当時の親父分である堂島宗兵に真拳派を始末するように命じられたが、その命令を無視して真拳派の若い構成員二人（後の寺田と倉橋）を逃がす。また同様に真拳派のボスにも和解を持ちかけたが、自身の危機を察して単身飛び込んで来た桐生に銃を向けられたことで止むを得ずボスを殺害し、結果的には真拳派をほぼ壊滅させることとなる。
『0』では43歳。この当時から実力は折り紙付きで立華には東城会の跡目すら狙える器と評価されており、また会長代行の二井原には昔に戻って若い頃の風間本人を10億円で買えるのならば迷わず支払うと言わせる程に名が知られている。神室町再開発計画が成功し力を持った堂島宗兵が分不相応である東城会の跡目になってしまうことを恐れ、妹のマコトを守ろうと動いていた立華鉄と協力し彼に「カラの一坪」を手に入れさせるために暗躍する。その後風間組で開帳した賭場が警察に摘発されたことで刑務所に収監されるが、自身の後釜を巡る問題が起きる事など堂島組の動きを予想してマコトの安全のために日侠連の世良を動かしたり、更には立華に協力者として桐生を推薦した上で手を組んで問題を解決させるように全てを託す。その後は「カラの一坪」に関する情報を握っているために久瀬から狙われ、また「カラの一坪」での事件がきっかけで立場が危うい状態になっていたが後に桐生や世良の尽力によって全ての問題が解決したことで事なきを得る。事件後は刑務所を訪れた桐生と面会し、彼から堂島組に復帰したことを聞かされる。
『極』では桐生が収監された後、娑婆に戻って来た桐生の受け皿となる期待も込めて錦山の独立と組の立ち上げのために便宜を図る。そしてサポート役として松重を錦山の下に付けるが、その松重は錦山を徹底的に見下しては暴走を繰り返し、結果として彼が悪へと堕ちる大きな要因となってしまった。しかし風間が何故このような人間を選んだのか、その意図は最後まで明かされなかった。
『ONLINE』にも登場し、傘下組長となった錦山がシノギを稼ぐために風間組以外のシマにも手を出した事で他の組から反感を買い、東城会本部で詰め寄られるが実力で退ける。その後錦山を事務所に呼び出そうとするが、その答えは組員総出による襲撃であった。しかし柏木と共に返り討ちにする。また会長の世良からも呼び出しを受け、破門にするか相談を受けるも拒否し、世良からケジメとして組員をけしかけられるが退け、結果として錦山の直系昇格が決まることになる。
柏木 修（かしわぎ おさむ）
声 - 咲野俊介
風間組若頭。東城会を影から支えており、多くの者から慕われている。風間のことを尊敬しているが口が軽く、余計なことを言って風間に諌められることもある。三次団体の若頭時代にも立場上の二次団体の組員であった桐生と錦山にも容赦なかった。鼻に横一線の大きな切り傷を持つ。桐生の出所後は東城会の100億円事件のいざこざに巻き込まれるが、終盤で桐生と風間が嶋野と対峙した際はパネルバントラックで援軍を率いて駆け付けた。風間の死後は嶋野組への返しに逸る組員達を統制する。
『2』では東城会若頭代行、直系二代目風間組組長。事務所をミレニアムタワー内に構え、寺田が五代目会長となった新体制の東城会でもベテランに相応しい実績を残していたが自身へのイエスマンのみを配下に置きたがる寺田に除け者扱いにされ、不遇なポジションを強いられていた。桐生が大阪にいる間に真拳派が組の事務所に仕掛けた爆弾の爆発で負傷する。その後は桐生達に20年以上前に当時堂島組だった風間と嶋野が真拳派を壊滅させたことを話し、後に郷龍会の神室町襲撃の際は東城会の組員を集め桐生や大吾に協力した。
『3』では東城会若頭、直系二代目風間組組長。後に大吾が銃撃されて現場を離れた後は彼に代わって東城会を仕切るが幹部達の動向に頭を悩ませ、幹部会では桐生を会長代理として呼び戻す案を出した。その後神室町に戻ってきた桐生に風間似の男のことを聞かされるがCIAのヘリに襲撃されて掃射を受けてしまい最後は風間似の男と繋がっている人物を捜せと桐生に言い遺して意識を失い、桐生を始めとする周囲の人間にも死亡したと認識された。また、風間組の活動の裏で「堅生会」という組織を作って元極道達を堅気にして社会復帰させる活動を行っており、また堅気の世界では生きられないであろう荒瀬のことを心配して自身の足で彼を探していたことが明かされている。
『4』では谷村の警察無線のイベントにてかつて瀕死の赤石を助け、その事が後に赤石が神室の盾を作るきっかけとなっていたことが判明する。
『0』では東城会直系堂島組内風間組若頭。戦闘では空手を使い、真島をして「化けモン」と言わしめる程の喧嘩の実力を誇る。堂島組本部に呼び出された桐生の身を案じており彼が戻ってきた後はその場で「カラの一坪」に関する話をし、組に破門を願い出ようとする桐生を怒りのあまり殴りつけるが止めることは出来なかった。その後真島がマコトを探して風間組の事務所に単身乗り込んできた際に勝負を仕掛けるも激闘の末に敗れた。その後は芝浦にいる桐生と錦山の元にダンプカーで援軍を率いて駆け付け、渋澤組を相手に交戦する。また、プレイスポットのカラオケで見られるムービー（曲は「JUDGMENT-審判-」）ではストーリーの途中からキーボード担当として参加している。
『極』では桐生が刑務所に収監された後は風間の指示に従って「親殺しの為に引き取り手の無い桐生が娑婆に戻ってきた際、その受け皿となり面倒を見てやれるのはお前しかいない。」といった期待の言葉を錦山に伝えた上で彼の独立や組の立ち上げなどの面倒を見ていたが、後に風間組のシノギに手を出した松重の暴走を止められなかった錦山に激昂して鉄拳を振るい、ただ詫びる事しか出来ない彼の姿を前に「桐生なら、こんなことには…。」と桐生と比較した不満を漏らした。その言動が錦山の凶変の一因を担ってしまうこととなる。
『6』では他の死亡者と共に心霊写真として登場していたが、後述するように後のシリーズでは生存が示唆されており、後年開催された公式展覧会「散った男たち展」に柏木の遺影は無かった。
『極2 真島編』では東城会本家への上納金の額では飯渕組と植松組には差を付けられながらも三番手になる等それなりに敏腕に組織運営を行っている事が窺える他、植松殺しの濡れ衣を着せられて犯人探しをする真島にサイの花屋の情報と居場所を提供した。
『ONLINE』では過去のエピソードで登場する。
『7』で登場する「サバイバー」のマスターとは容姿が酷似しており、声優も同じである。作中では「昔、武装ヘリにハチの巣にされて生死の境をさまよった。」と語っており、柏木とは同一人物であることが示唆されている
なお大の冷麺好きという設定があり 、桐生に度々冷麺の材料を買いに行かせたりそれで事務所で一人で冷麺を食べていたりする他、普段は些細な事で怒るような狭量な人物ではないのだが訪れた焼き肉屋がたまたま冷麺の材料を切らしていて食べられなかった時はそれだけで激怒して暴れた事があるとの事。後のスピンオフを含めた作品でも柏木ではないかと思われる人物・柏木をモデルにした人物にはいずれも冷麺に関するエピソードが含まれている 。

## 錦山組
『1』から登場した組。風間の許可を得て錦山が立ち上げ、彼の野心を糧に振るった辣腕で人員や実績を集めてわずか数年で直系に昇格した。しかし半ば強引に勢力を拡大させたが故にシンジを除く構成員は野心や欲望を隠さず、好戦的だったりと極道の基準で見ても無法者が多い。錦山の死亡後、新藤が二代目錦山組を継承し、組長不在となった嶋野組の組員（真島組の組員を除く）を移籍させた事で東城会の中で最大組織となった。新藤の死亡後は神田が三代目錦山組を継承し、弱体化した神室町を中心に徹底した暴力路線でシマを拡大していたが神田も殺害され、『4』では葛城の発言により解体したことが判明する。
錦山 彰（にしきやま あきら）
東城会直系錦山組組長。
田中 シンジ（たなか シンジ）
声 - 山口孝史（『1』）、杉田智和（『極』）
錦山組舎弟頭。元は堂島組若衆で桐生の舎弟だったが、桐生が10年前に錦山が犯した親殺しの罪を被って刑務所に入ったことをきっかけに錦山を心配した風間の命を受けて錦山組に移籍、スパイとして組の内情を探る。組に破門されて堅気になって出所した桐生に舎弟の時と同等の信頼を寄せて色々と手助けをしたが、後に組を裏切る行動を取ったが要因となり組に追われることになる。その後麗奈と共にビルの屋上に逃げ込むも麗奈は殺害され、自身も胸を撃たれて重傷を負う。そして錦山から取り返した由美の指輪を桐生に渡すと共に風間の居場所を知っている自身の恋人であるアケミのことを桐生に教えて息を引き取り、亡骸は麗奈と共に花屋によって回収された。
『0』では桐生のサブストーリーに登場する。当時16歳で高校には行かずに暴走族に所属しており、「ヤクザ狩り」と称した闇討ちによる強盗を働いていた。ヤクザは面子が大事だからガキに闇討ちされて強盗されましたなんて恥ずかしくて言わないという理屈で報復も恐れずにヤクザ狩りを繰り返していたが、ある時桐生にヤクザ狩りを仕掛けて返り討ちに遭う。さらにその後暴走族仲間に裏切られたことでヤクザ狩りの標的にしてきた中に多数いた仁星一家に拉致され、苦し紛れに桐生に指示されてやった事だと嘘の白状をしてそれを聞いて乗り込んできた桐生に助けられる事になる。桐生からそのグレた生き方を叱られ、誰もそんな事を教えてくれなかったと反発するも自分で背中を見て学ぶんだと教えられて目を覚ます。桐生とはその時はそれで別れる事になるが「追いかける背中を見つけた。」と桐生についていく事を誓った。
『極』では由美のエピソードにも登場し、桐生と遭遇して金を貸してくれと頼まれて12万円を手渡したが再び桐生と遭遇して再度金を要求されたため今度は3万円を手渡した。
『ONLINE』では過去のエピソードで登場し、アケミとの出会いが語られている。
新藤 浩二（しんどう こうじ）
声 - 瀬戸川太一（『極』）、影山貴広（『極2』）、中村大志（『ONLINE』）
錦山組若頭。戦闘では日本刀を使用する。錦山の指示で舎弟達と共にセレナに駆け付けて桐生に襲い掛かるも敗北した。この頃は「お久しぶりです。桐生の叔父貴」と敬語で話すなど、堂島組時代から面識がある模様で錦山の兄弟分として一定の敬意を払う様子を見せている。
『2』では二代目錦山組組長。戦闘では居合刀を使い、中庭では桐生と剣戟も繰り広げる。桐生のことは先代組長錦山の仇と見做しており、桐生へ協力するよう指示された時は拒否していた。裏で千石組と繋がり、錦山組を率いて東城会本部でクーデターを起こして東城会を乗っ取ることで以前から惚れていた弥生を我が物にしようと目論む。だが神室町に侵攻してきた千石組は真島に全滅させられた上に自身は桐生に敗北し、直後に弥生から絶縁を言い渡された事で悪あがきと言わんばかりに倒れている状態から落ちていた拳銃を取ろうとしたところを私欲のために組織を荒らされたことに怒った大吾に射殺された。
『ONLINE』にも登場する。
荒瀬 和人（あらせ かずと）
声 - 高橋英則（『ONLINE』）
錦山組若中。「兄貴が来たら、ビルの中蜂の巣になっちまう。」と他の若衆の間でも恐れられる程好戦的な性格。戦闘では特殊な改造を施した二丁拳銃「ARASE.SP」を武器に乱射や回避しながらの射撃などの様々な銃撃を繰り出し、またバク転やスウェイを多用して攻撃を悉くかわす。錦山を殺そうとした麗奈を射殺し、シンジを追ってきた桐生と廃ビルの屋上で戦うも敗北する。
『3』では復讐者という組織の首領として登場する。戦闘では「ARASE.SP-R」に改良された二丁拳銃を武器にリチャードソンに似たスタイルで戦う（『極』でもこのスタイルで戦う）。桐生に敗れた後に組から馬鹿にされ、挙句の果てに絶縁されたために桐生を恨んでその命を狙い、今度はミレニアムタワー屋上で桐生と対決するも敗北した。その後現れた伊吹により堅気では生きていけない自分のことを柏木が探し回っていたことを伝えられ、そのカリスマ性から伊吹に堅生会に来るように誘われるも断る。しかし柏木や堅生会の信念を理解し、今後は堅生会への襲撃を行わないことを約束するも桐生への憎しみが解けたわけではなく「いずれ決着を付ける。」と言い残して部下の新崎と共に去って行った。
『ONLINE』では、堅生会に所属していることが判明する。
神田 強（かんだ つよし）
声 - 宮迫博之（『3』）、武虎。（『ONLINE』）
身長180cm、体重125kg、B型
『3』に登場した東城会若頭補佐、直系三代目錦山組組長。錦山興業の社長。49歳。スキンヘッドで上半身裸の上から背広を着用し、刺青はおかめや楓、天女（背中）が描かれている。伊達曰く「喧嘩と女が大好きな典型的なイケイケ」で、部下や同じ幹部の浜崎や自身がスカウトした峯を怒鳴りつけるなど非常に短気で横暴な性格をしている。また、女性に強引にマッサージをして痛みや嫌悪にのたうつ姿を見るのを好むという趣味を持つ。
先々代（錦山）の頃から錦山組に属していたものの、その当時は鉄砲玉にもならない程だと言われていたが知人の峯を東城会に招き利益を上げた功績によって現在の地位を得た。また近江連合との抗争終結直後まで強姦罪で刑務所にいたことから桐生とは面識がないが（実際に桐生の顔すらも知らなかった）、先々代や先代（新藤）と組のメンツを桐生により潰されたと思い込んでいるために桐生を東城会の敵と認識しており非常に憎んでいる。戦闘ではプロレスのような打撃技で戦う他、ホテルの備品を持って力任せに振り回したり、追い詰められるとホテルの壁に埋め込まれている石板を取り外して殴りつけるなど怪力を生かした戦法を取る。緊急幹部会で桐生の首を取ってトップに立つことを宣言し、若頭の長谷部にスターダストを潰すように命令した。その後はホテルで女を待っていたところを桐生と力也に乗り込まれ、ホテルの最上級室で桐生と戦うも敗北する。その後再び桐生と勝負するために協力関係にある白峯会本部に乗り込み、負けた鬱憤を晴らすかのように総額10億は下らないコレクションを破壊した挙句に峯に白峯会の構成員と金を要求するが幾度もの一方的な金銭の要求によって峯からは既に愛想を尽かされており、にべもなく断られたことで激昂して殴りかかろうとしたところを返り討ちに遭い動けなくなる程に殴られた末に峯の部下によって殺害される。彼の死体のうちの頭部はアタッシュケースに納められ、峯のケジメとして桐生達への見せしめにされた。
『ONLINE』のイベントでは峯と出会い彼の助言をもとにシノギを拡大させ三代目錦山組組長に上り詰めた過去が語られている。極道の世界への理解が浅い峯に仁義や兄弟の絆を教え、チンピラの身だった自分に地位と金をもたらしてくれた峯に幾度か感謝を伝えており峯も神田の下で働くことにある程度のやり甲斐を見出していたなど『3』の時代に比べ良好な関係を築いていた。しかし7億円の上納金を東城会に持参しようとしていた時に神田と峯にハメられ逆上していた錦山組二代目組長代行に襲撃され、7億円を失いたくないあまりに峯を盾に逃げたことから峯には内心では見限られ独立されてしまった。
長谷部（はせべ）
声 - 中井和哉
『3』に登場した三代目錦山組若頭。三代目錦山組の中では最も危険な存在であり、その危険性は神田からも一目置かれている。また、若頭という肩書きであるため一応は事を荒らさずに解決しようとするが、本来は根っからの暴力主義でありすぐに力で解決しようとする。戦闘では重い打撃やタックルを使い、体力が一定まで減ると隠し持っていた日本刀を持ち出してくる。風間組との抗争のためにスターダストの営業権を一輝から脅し取ろうとしたが駆けつけた桐生との対決に敗れ、直後に柏木の身が危機に陥っていることを告げる。
西野（にしの）
『3』に登場した三代目錦山組構成員。代紋を見せびらかしたり怒鳴りつけるなど威圧的な態度が目立つ一方で、神田に振り回されて辟易している面も見せる。通りかかった女性を神田の趣味のために攫おうとしたところを力也に阻まれて口論になり乱入して来た桐生の挑発を受けて逆上するも叩きのめされ、その後は神田の居場所を白状した。
松重（まつしげ）
声 - 池田ヒトシ
『極』に登場した風間組内錦山組構成員。元は風間組の構成員で、錦山組へは組長の錦山にシノギの勉強をさせるため風間の命令で移籍してきた。
風間組でも有数の太いシノギを持っており、それを極道の「格」として自負しているがバブル崩壊後の不景気の中で稼ぐためなら仁義も義理も無視して身内、時には親組織のシノギを横取りする事も躊躇しない等、シノギをうまく回す事だけを優先している極道としては問題のある考え方の持ち主。「桐生に指図されるならともかく」と桐生には極道としての器を認めている一方、錦山には錦山組組員となった後でも「お前」呼ばわりしたりするなど錦山の事は上に媚を売ることしか出来ない事や極道としての経験の浅さ、桐生程の器も無いことから徹底的に見下している。
錦山が自身の妹を救うために臓器ブローカーへの仲介料3000万円の工面に困り、恥を忍んで頭を下げてきた際は金の工面で力を貸すが世話になった風間組の店からみかじめを取るなど仁義にかけた行動に出た上、錦山がそれを責めた際には居直って逆に凄んでは「何もできねえくせに偉そうな口をきくんじゃねえ」とまで言い放つなど、傍若無人の限りを尽くす。その後ブローカーと繋がっていた日吉が逃亡し、妹が亡くなって絶望の淵に追い込まれた錦山に根性の無さを指摘して改めて桐生との器の差を比較し嘲弄したがその事が錦山の逆鱗に触れることになり、冷徹で非情となり「鬼になった」彼に腹部を刺され「堂島組長を殺ったのは俺だ」と告げられながら引き裂かれ息絶えた。

## 嶋野組
『1』に登場した組。近江連合との繋がりが多く、組長の嶋野を筆頭に関西弁を話す組員が多い。堂島組出身で26年前の真拳派潰しの功績から直系に昇格したが、後に嶋野の死亡後は若頭の真島は組を継承せず、独立して直系になった真島組を除く構成員は錦山組に移籍した。
嶋野 太（しまの ふとし）
声 - 楠見尚己
身長195cm、体重149kg
東城会直系嶋野組組長。57歳。巨漢で頭を綺麗に剃り、桜と虎の刺青を背負う。豪快にして残忍な性格である一方、相手の心理を読んで傍目には無意味に思える一手を打った策略を巡らせる狡猾な面を持つ。また、みかじめ料の徴収に失敗した部下の指をケジメとして剃刀で切り落とすなど部下への制裁は容赦無く行い、強固な武闘派らしく力で組を纏め上げている。その一方で東城会の跡目争いでは蛇華の総統であるラウ・カーロンとも繋がっていながらも100億が手に入った場合は自身が50でラウに30、寺田に20を授けるつもりと語るなど金にがめつい一面もあり、故にラウからはケチな男だと批判されていた。戦闘では『1』では巨体を生かした攻撃を受けても怯まない上での力任せの攻撃を使い最終決戦では刀を用いた大振りの攻撃の他、走行車に投げ飛ばすといった技も使用し『極』ではカツアゲ君に似た格闘スタイルと冴島に似た剣術で戦う。桐生の出所後は世良の葬儀会場に出席し、たまたま風間が負傷した時に鉢合い風間を撃ったのを桐生と思い込んで彼を殺そうと襲い掛かるも敗北した。その後は遥を誘拐するために芝浦に組員を連れて船を襲撃した際に桐生達と逢う。風間組の組員との激戦に敗れた後、最後の足掻きとして近くに落ちていた手榴弾を遥と風間に投げたところで寺田に射殺される。
『2』や『4』では回想にのみ登場し、『2』では26年前に前述の通りに真拳派潰しを堂島宗兵に指示されて風間と共に真拳派を壊滅させ、『4』では25年前の冴島の回想で環境問題に注目していた事が語られる。
『0』では40歳。組の意向に反発した真島を代紋違いの兄弟分である佐川に預けた上で監禁生活を強いた一方で、近江連合へカラの一坪を売り渡す事で共に神室町を支配して関東へ進出する近江連合をバックに東城会会長の座に就こうとしていた。後にその過程でマキムラマコトの殺害を佐川と真島に依頼する。その後、神室町にやって来た真島と佐川を呼び出すが、そこでマコト殺害依頼は「そもそも真島の性格からして、マコトの素性を知れば殺せない」と見越した上で、真島がマコトを匿って恋愛関係に発展するように促してはカラの一坪を容易に買い取るという算段であったことを明かす。また、当時から風間新太郎を会長の座を巡っての敵と認識しており、風間の息が掛かった立華不動産がマコト保護に動いていることも見抜き、彼らを泳がせて風間組と繋がっているメンツ（日侠連）を炙り出そうとしていた。意図を明かした後は真島にマコトの保護を命じるが、最終的に世良がカラの一坪を手に入れたことで世良から真島に「お前の親父、嶋野にひとつ伝言を頼めるか？お前がやつに……東城会を裏切ったケジメをつけさせろ。」という実質的な嶋野殺害命令が下る。その後は真島から裏切り者でないことの身の潔白の証明を要求されたためにカラの一坪はもう手に入らず近江連合との繋がりが自身の身を危うくするだけだと理解すると、東京進出の段取りの打ち合わせをする会席の場で計画を知る近江連合の本部長を殺害してその「答え」を出し、裏切りを闇に葬ってカラの一坪も近江連合も自分には関係ない事だと世良へ伝えるように頼み真島の成長を認めた上で組に復帰させる。
『極』では錦山のエピソードにも登場。松重の暴走に振り回される錦山に接触しては「風間は桐生に組を持たせたいだけ」と語り、錦山には堅気になるよう唆す。
『ONLINE』では過去のエピソードで登場する。1990年に嶋野組若頭補佐の伊藤が殺されたことから当時シマ争いで揉めていた吉田組に組員を引き連れて乗り込み、打ち倒す。その後伊藤を殺したのは嶋野組組員の佐々岡ということが判明し、佐々岡を穴蔵へと送った。
浅野（あさの）
サブストーリーに登場した嶋野組構成員で、ヤクザ狩り組織「ギャング・バスターズ」の元締め。戦闘では『1』ではボクシング、『極』ではムエタイで戦う。自身の金欠と嶋野組の利益を目的にギャングバスターズを操って同業者を潰していたが、チームリーダーが桐生に倒された後自らも叩きのめされた。その際、口止めを含めた慰謝料を桐生に手渡した。

## 真島組
『1』から登場した嶋野組傘下の三次団体。『2』では東城会の五代目会長となった寺田への反発から組ごと東城会を脱退して「真島建設」という建設会社を設立するが、『3』で桐生の頼みにより東城会直系真島組として復帰し、神室町ヒルズの建設を一時中断している神室西公園跡地に事務所を構える。その後『4』からはミレニアムタワーに事務所を移す。『極2 真島編』では当時は公園前通りに事務所がある事が明かされた事に加え、東城会脱退の経緯が詳細に描かれており、飯渕の計略により川村が近江連合の幹部を殺害した為にその責任を取る形で脱退・解散したということになっている。
真島 吾朗（まじま ごろう）
東城会直系嶋野組若頭、嶋野組内真島組組長。
西田（にしだ）
声 - 岡井カツノリ（『極2』）
『2』から登場した真島組若衆および真島建設社員。坊主頭に真島建設のヘルメットと青のYシャツが特徴。組長を筆頭にアクの強い人物が多い真島組の中では数少ない真面目な常識人である。真拳派が設置した爆弾の解除を真島と共に行った。
『3』では沖縄に発つ桐生が真島に別れを告げようとした時に登場し、念のためとして桐生に「スタミナンX」を2本手渡した。2年後は賽の河原で桐生と再会し、闘技場が復活したことを報告した。
『5』では刑務所に向かう前の冴島に真島のことを頼まれる。
『極』では桐生に電話やメールで彼と喧嘩するべく神室町に出没する真島の情報を彼に提供する。
『極2 真島編』で真島が真島建設を起業した際には自信たっぷりの真島に建築に関する技術や知識を持ってない自分達に建設作業員なんて無理だと告げるも真島に一蹴され、更に真島の無茶な言葉の数々を聞くと「ブラック企業だ。」と苦言をもらした。
『8外伝』では志垣のゴミビジネスの後見人として真島、南とともにネレ島に赴き、志垣たちを残し日本に帰国している際に船ごと巨大イカに襲われ難破する。南とともにネレ島にたどり着き無事だったが、真島とは離れ離れになってしまい、再会後に記憶を失い自分のことを思い出せない真島を見て落胆する。その後、海賊となりノアたちと海に出る真島の背中を追いかけるように南とともにゴロー海賊団の船員となる。その後は真島組時代と同様に真島の側近として活動する。
『ONLINE』では神室町浄化作戦の後、姿を隠した真島に代わり彼が愛好していた吉田バッティングセンターを近江連合による地上げから守るべく奮闘する。また、真島の誕生日に桐生の行動パターンを抑えた地図を真島に渡し、「どこでも真島作戦」を立案していた。これには真島も大絶賛であり「最高の誕生日プレゼント」とまで言わしめた。
南 大作（みなみ だいさく）
声 - 石川英郎
『4』から登場した真島組若衆。顔のピアスとモヒカン頭が特徴であり、刺青も背中に蛇と炎がまとわり付いた髑髏、腕は牡丹の上に黒豹（右肩）とナイフの刺さった髑髏（左肩）と女性の顔（左前腕）、胸と腹の部分に梵字と和彫りの刺青と洋彫りのタトゥーが両方彫られており、組長に負けず劣らず派手である。また、音痴ながらもカラオケが大好きで十八番は「GET TO THE TOP」である。戦闘では酔拳や目潰し、更には火吹きなどの酒を武器として戦う。真島から秋山の店で働いていたリリ（冴島靖子）を連れて来いと命令を受けて店で暴れており、そこでオーナーである秋山と戦うも敗北する。その後真島と会おうとする冴島の前にも姿を現し、その実力が本物かどうかを確かめるように命令されて彼と戦うも敗北する。
『8外伝』では西田とともに登場し、ゴロー海賊団の船員となる。真島が巨大イカを討伐した後はマサルとイカ焼きを作り、真島のお墨付きをもらった後にハク相手に売りさばこうとしていた。
『ONLINE』では組長である真島に憧れて入った経緯があり、一番から「エセ関西弁」と揶揄されるなど生粋の関西人ではないことが判明する。
金野 博和（きんの ひろかず）&坂井 良多（さかい りょうた）
『極』に登場した真島組構成員の二人組。戦闘では金野は大野に似た格闘スタイル、坂井はボクシングで戦う。遥を救いに吉田バッティングセンターに乗り込んで来た真島と共に桐生に襲いかかるも返り討ちにされた
川村 涼太（かわむら りょうた）
声 - 武田直人
『極2 真島編』に登場した真島組若衆。少し抜けている一面もあるが人懐こい性格から兄貴分達からも可愛がられており、車の運転や身の回りの世話など真島と常に行動を共にしている。また真島に憧れており、そういった経緯から真島組に入っている。戦闘では拳銃を使い、多少のダメージ程度なら怯まず発砲する。多額の借金を抱えており、雀荘等で賭博をしながら返済を続けていたが東城会若頭の座を狙う飯渕に付け込まれ、彼に借金をチャラにしてもらう代わりに植松と近江連合の一組長を殺害する。その後、飯渕に植松殺害の疑いを掛けられた真島と対峙することとなり、敗北後は真島に謝罪したが植松らを殺害して用済みとなったために真島の目の前で飯渕に射殺された。

## 白峯会
『3』に登場した組。拠点は港区のマンションで、その付近を中心に株取引（インサイダーなどの非合法も含む）と不動産業で東城会の懐を支えていた。『4』では葛城の発言により解体したことが判明するが、その損失は東城会の財政面に大きなダメージを与える事となった。
峯 義孝（みね よしたか）
声 - 中村獅童
身長185cm、体重80kg、A型。
東城会若頭補佐、直系白峯会会長。33歳。背中の刺青は麒麟。頭脳明晰かつ普段は冷静沈着な物腰を崩さず、平時は表立って事を荒立てるような事はしない穏健派。しかし一度激昂すると部下であろうと子供であろうと一切容赦しない凶暴性を露わにする。神田からは成り上がりのインテリヤクザとして見られ、「西洋かぶれ」と舐められているが自宅に備えたトレーニングルームで日々鍛錬を重ねている。その甲斐あって格闘技の実力にも長けており、本人もそれを自負している。戦闘では総合格闘技を下地とした強力かつ多彩な技を使用する他、連続攻撃と攻撃避けを得意とする橙ヒート、ガード不能攻撃とヒートアクションを繰り出す赤ヒート、固いガードと体力回復能力を持つ青ヒートといった3種類のヒート状態を使い分ける。
幼少時代は成績が優秀だったが貧しい孤児であったために他の子供達から村八分同然の扱いを受け続け、唯一の身内である「おじさん」（声 - 島田敏）の死をきっかけに成り上がって富を得ることを決意し、ベンチャー関係の会社員となる。その後、金を得るためだけに働いた末に膨大な富を手に入れたが周りは金のことしか考えない人間しかおらず人間不信になる。その後は人同士の絆に疑問を感じながらも揺るがぬ絆を求めた末、親子杯などの疑似的な家族関係を重視する極道世界に興味を抱き出所直後の神田強に話を持ちかけて金を積み、神田からの紹介で東城会に足を踏み入れる。その後、会長の大吾と出会い初めて一人の男として認めてくれた大吾に惚れ込んで彼に尽くした末に東城会の若頭補佐に任命される。その後、大吾が殺されたと思い込んだことや自身と同じ境遇でありながら正反対の生き方をしている桐生に嫉妬して暴走し、ブラックマンデーに協力して東城会のトップに立つことを画策する。既に神田には愛想を尽かしており、桐生に負けた腹いせに自身のコレクションを破壊、なおも金と構成員を要求する神田を完膚無きまでに殴り飛ばし、部下に命じて殺害させその生首をアタッシュケースに納めた。後に東都大学病院の屋上での桐生との最後の死闘に敗北後は桐生と共にリチャードソンに殺されそうになったところを意識を取り戻した大吾に救われ、極道として最期のケジメを付けるために桐生と大吾の制止を振り切ってリチャードソンと共に身を投げて死亡した。
『ONLINE』では上記の過去のエピソードが深掘りされている。元々は神田から紹介されて最初は錦山組組員として活動し、他組織の三次団体をM&Aしてシマや優良な物件を地上げする代わりに以前の親組織より上納金を減らすという双方に利がある経営方法を取っていた。さらに交渉を有利に進める為相手組織の不利な情報を得て交渉に利用するなどの手法で勢力と上納金を増やし出世していった。そのことで自身の立場が危うくなった錦山組二代目組長代行に密かに命を狙われるが、逆に二代目代行を神田と共にハメるものの完全には成功せず、その後報復され窮地に陥る。それを堂島大吾によって助けられ、一構成員に対しても家族と呼んで守る彼の器に深い感銘を受け忠誠を誓うようになる。一方、二代目代行に報復された際に金に目がくらんで自身を見捨てた神田に対しては内心見切りをつけるもまだ利用価値があるとし、表向きは引き続き兄貴分として立てる事を選んだ。
ちなみに『2』において錦山組二代目組長（新藤）が東城会本部へ明確な反逆行為に走り、犠牲者までも生じさせたにもかかわらず『3』においても錦山組が直系団体としての地位を維持できていた理由が、この峯の戦略で7億円もの上納金を上げた功績によるものであった事が明らかになっている。
片瀬（かたせ）
声 - 鈴木真仁
峯の女性秘書。峯の率直な判断を受け入れ、それを実行するなどの峯を中心に考えており、また普段から峯への気遣いも欠かさないことから峯からも厚く信頼されていた。最終決戦で敗北した峯に対して連絡してきたが、それは仕事（数千億規模の案件）における決定を求めてに過ぎず、峯本人の身を案じていたわけでは無かった。結局それが峯に「自分の周りに集まった人間は金目当てだった」という事実を彼に突き付けることとなり落胆され、それを知る由もなく峯に不安を訴えるも、無視されて電話を切られた。
白峯会若頭
名前通り白峯会の若頭を務める男。本名は不明。戦闘ではメリケンサック装備状態の玉城に似た格闘スタイルで戦う。東都大学病院に乗り込んで来た桐生を迎え撃つも組員を全員蹴散らされた後に自身も敗北する。峯と大吾の居場所を白状した。

## 浜崎組
『3』に登場した組。横浜中華街を拠点とし、構成員は10人程度と少ないが蛇華との繋がりもあり組織的には大きい。しかし白峯会との内部抗争に敗れて壊滅。最終的には蛇華日本支部の総統だったラウが死亡した事を受け、報復に出た蛇華本部によって浜崎を除く全ての構成員の殺害されてしまい遺体が横浜港に捨てられた。その後跡目争いで東城会に混乱を招いたために破門となる。
浜崎 豪（はまざき ごう）
声 - 高橋ジョージ
身長193cm、体重99kg、O型
東城会若頭補佐、直系浜崎組組長。50歳。浅黒い肌と顔の傷が特徴な強面な外見の持ち主だが、伊達にはその容姿から「AV男優みたいな男」と言われている。粘着質な性格であり、荒々しい言動は取らないもののみかじめ料を払わない堅気の料理屋の店主を店ごと爆破して殺害するなど神田以上に残虐な行動に打って出る事もある。また横浜中心街を中心に暗躍しており、通称として「ハマの帝王」と呼ばれている。
戦闘ではプロレス技を駆使して戦う。真島を鈴木と引き合わせてリゾート計画を紹介し、更には蛇華のラウ・カーロンとも結託して沖縄のリゾートの利権を売りさばくという約束で協力する。だが六代目体制の維持をはかった峯の暗躍で計画は失敗に終わり、東城会の跡目争いに敗れて自身の身が危うくなったために逃亡する。なお浜崎組の壊滅は白峯会の攻撃が原因だが峯の策略により表向きは「ラウが風間譲二に殺された報復」とされ、浜崎本人は「中国の蛇華本部に拉致されてしまった。」事にされた。 その後しばらくは行方をくらましていたが終盤で再登場。戦いを終えて沖縄へと帰ろうとする桐生の元に現れ、全てを失った腹いせに彼を刺したが後に一輝とユウヤに取り押さえられる。
1年後を描いた『4』では殺人未遂の罪で服役中のため坊主頭になっている。同じ囚人である冴島を唆して共に脱獄を試みる内に冴島の愚直なまでの男気に打たれ、義兄弟の契りを交わす。だが脱獄を阻止せんとする刑務官の斉藤から冴島を庇い、桐生を頼るように伝えて斉藤と共に沖縄の海の底へと消えてしまった。その後は一命を取り止めアサガオに辿り着いて脱獄時に入手した極秘ファイルを桐生に託し、東城会を救うように懇願するが遥と桐生の頑なな態度を見て断念し、桐生と共に警察に出頭しようと考える。その後冴島の妹である靖子と出会い、執拗に追跡してくる沖縄第弐刑務所の刑務官達の戦いの後に桐生と靖子に神室町に向かうように促す。だが脱獄の際に撃たれた背中の傷が開いて致命傷となり、数日後に病院に見舞いに来た遥に自分たちの生きた証である東城会を警察から守るよう桐生に伝えてほしいと言い残して死亡し、彼の遺体はアサガオで引き取られた。
『ONLINE』でも登場。当時まだ三次団体で目立った功績は無かったが、盗聴を利用する事で横浜中の情報を集める事を可能にし、その情報収集能力を武器に蛇華と協力関係を築き勢力を急激に拡大させた事が語られた。
『ONLINE』のキャラクターストーリーでは地元の刑事達の弱みを握る事で金を巻き上げていたが、刑事長から15年前に起きた少女誘拐事件である「赤い靴事件」の解決とその被害者である刑事長の娘を違法売春組織から救出して欲しいと依頼される。その後、売春が行われている客船に潜入するが摘発に乗り出した刑事長からそもそも娘はいない事と「赤い靴事件」は県警が過去に不祥事を起こした際に世間の目をそらす為に流した嘘の事件であり、捜査を依頼した理由も日頃から刑事達を食い物にしている浜崎を買春罪で逮捕するためだった事を告げられる。しかしラウの協力の下、一連の会話を全て録音する事で県警のスキャンダルをバラした刑事長を逆に嵌めた。

## 柴田組
『4』に登場した組。かつて笹井組と東城会直系の座を争っていたが、25年前の襲撃事件で笹井組が解散したことで直系に昇格した。東城会の直系二次団体の中では規模が小さく、秋山からは「万年窓際族」と揶揄された。
柴田 和夫（しばた かずお）
声 - 大塚芳忠
東城会直系柴田組組長。55歳。狡猾な性格をしておりホームレスからは「タヌキ」と呼ばれているが、一方では紳士的な面と靖子の服を剥ぎ詰め寄るなど好色な面がある。また、直系組織としては弱小の部類で末席に甘んじているがそれでも強い立場を維持している。東城会直系の座を手にするため、利害の一致から若頭の座を狙う上野誠和会の葛城と共謀して25年前の襲撃事件を仕組み、自身は襲撃現場に駆け付けようとした真島の足止め役を担う。事件後は笹井の排除に成功して目論見通り直系に昇格し、以降は葛城との関係を続けており、自身の出世のためにお互いを利用するようになる。その後、今度は葛城と共に神室町ヒルズの利権を手に入れようと画策し、その過程で計画に抱き込んでいた新井を匿い、更には計画通りに新井が起こした上野誠和会との事件に対して5億の現金と自身のケジメとして指を差し出すという演技を見せた。また、リリこと冴島靖子を探すため、弟分である初芝に秋山から情報が載っている顧客名簿を奪うよう命じる。その後は新井と行動を共にし、靖子を見つけ出して拉致したが、この時見返りを求めすぎたために葛城から既に邪魔者と見なされてしまい、最後は裏切った新井に射殺された。

### 金村興業
『4』に登場した柴田組系の三次団体。神室町北のホテル街近くに事務所を構えている。抗争を避けて勢力の拡大を望まない金村の方針もあり、組のシノギは主に神室町内の飲食店からの「みかじめ」で成り立っているが、安定した収入源を持っていないことから資金を東城会に上納できない事もあり、上納金はサラ金や秋山を始めとする貸し金に頼っている。
金村 大（かねむら ひろし）
声 - 川津泰彦
東城会直系柴田組内金村興業組長。消極的な性格かつ上昇志向がなく、事勿れ主義で、自らの足で動くことはなく、組のことはほとんど新井に任せている。秋山と新井によれば引退する予定だったが、後に目的の為に動いていた葛城から計画の邪魔と見なされ、最後は葛城の命を受けた冴島靖子によって刺殺された。
新井 弘明（あらい ひろあき）
演 - 沢村一樹
金村興業若頭。穏やかな物腰で、人望が厚く、柴田からも一目置かれており、上昇志向が乏しい金村に代わって将来を嘱望されている。また、金村興業に融資をしている秋山からも過去の経緯から信頼され、特に自身の得意な足技はその秋山からも参考にされている。戦闘では主に華麗な足技を用いるだけでなく、多くのカウンター技も駆使する。東城会の「親戚」である上野誠和会若頭補佐の伊原を殺害し、責任を問われた親組織の柴田組と上野誠和会の両組織から追われる立場になり消息を絶つ。しかし、実は神室町ヒルズの利権を狙う柴田と葛城の計画に抱き込まれており、伊原殺害も消息を絶ったことも計画の内であった。その正体は警察官で、宗像の命を受けて東城会の内情調査と乗っ取りを行うために送り込まれた潜入捜査官である。消息不明後は柴田組に匿われるが、その柴田を裏切って殺害した後は再び行方を晦ましてもう一人の共犯者である葛城と合流し、更には宗像と東城会を繋ぐパイプ役として推薦される。その後、神室町ヒルズで葛城と共に桐生と対峙したが、そこで葛城と弟分である城戸を裏切って城戸に発砲する。その後は宗像から桐生を打倒するために遥とアサガオの子供達を拉致するように命じられるが、これを「警察官」としての自身の誇りにかけて拒否したため結果として宗像とも敵対する。その後ミレニアムタワーでは己の思い描く正義を貫くために1000億を手に入れようと画策し、それを否定する秋山と対決するが熾烈な足技の応酬の果てに敗北する。谷村と宗像の決着後は桐生達と和解し、世話になった警察に自首して刑務所で一生過ごすと告げた。
城戸 武（きど たけし）
演 - 桐谷健太
金村興業若衆で、新井の弟分。人懐こい雰囲気とチンピラ風の風貌をしており、九尾の狐の柄が刺繍された赤色のスカジャンを着用している。その風貌から実力を低く見られがちだが、本来の能力はかなり高く、過去に喧嘩を見た秋山から強さを評価されているほか、実際に柴田組の構成員複数を無傷で倒している。戦闘では荒削りながらも勢いで押す喧嘩を得意とする。兄貴分である新井の行方不明後は秋山と協力したり、冴島に偶然にも接触する。また、警察や東城会よりも先に見つけようと駆け回っていた最中に、スカイファイナンスで偶然にも隠し金庫の存在と1000億もの現金を発見したことで混乱して行動するべきか迷っていたが、冴島の「極道の勝負は一度きり」という言葉を受けて決起する。その後、堂島大吾に相談し、大吾の指示で葛城と接触するように命じられたところを新井によって見破られ、撃たれて重傷を負うが後に作戦の失敗により再び大吾と合流した。その後はミレニアムタワーで極道としての生き様を賭けて冴島と対決し、善戦するも終始冴島に圧倒されて敗北する。谷村と宗像の決着後は桐生達と和解する。

### 初芝会
『4』に登場した柴田組系傘下の組織。構成員はギャングのようなカジュアルなファッションが特徴である。ホームレスを追い出して劇場の地下に事務所を構えていたが、秋山の活躍によりホームレスが奪回し、後に事務所は冴島と城戸のアジトになる。
初芝（はつしば）
東城会直系柴田組系初芝会会長で、柴田の弟分。緑川に命じてスカイファイナンスを襲撃し、顧客名簿を奪って城戸を拉致したが、秋山に奪取されてしまう。その後、リリを捜す柴田から頼まれてリリの情報が載っている顧客名簿を奪ったことを白状した。
緑川 琢己（みどりかわ たくみ）
初芝会若頭。戦闘では拳銃による射撃や打撃を使い、追い詰められるとチェーンソーを持ち出してくる。スカイファイナンスを襲撃して城戸を拉致し、駆けつけた秋山と戦うも敗北する。

## 日侠連
『0』に登場した世良勝が仕切る組。東城会の直系団体であるが、暗殺を始めとした裏の汚れ仕事を一手に引き受けている組織でもあるために普段は代紋を隠している。大阪の椿園にある料亭の「弁天屋」を拠点の一つとしているが、その際は店の影響もあってか組員は能面をつけたり遊女に扮したりと奇抜な恰好をしている。初代総裁の世良が東城会の三代目に就任した後は、国枝が二代目を継いだ。スピンオフ作品「 LOST JUDGMENT 裁かれざる記憶」では、東城会・近江連合の同時解散のときまで続いていたことが判明する。
囚人番号1356
声 - 鈴置洋孝 （『1』『極』）、喜山茂雄（『ONLINE』）
『1』に登場した囚人で、日侠連の構成員（『極』で判明する）。戦闘では二本のフォークまたはナイフ（『極』）を持って戦う。世良会長の差し向けた刺客として、刑務所内で他の囚人と共に桐生を襲うも返り討ちに遭う。また、『極』のサブストーリーでは出所して神室町におり、任務失敗により組から見捨てられた事で組への復帰のために桐生に襲い掛かるも敗北する。桐生から真っ当な道に生きるように諭された際は桐生殺害の命は二代目総裁の国枝によるものだと告げてその場を去って行った。
国枝 政志（くにえだ まさし）
『極』のサブストーリーに登場した日侠連二代目総裁。戦闘ではブルース海老沼に似た格闘スタイルで戦う。日侠連の調査で判明した世良を殺害した錦山を殺すために錦山の居場所を聞き出そうと桐生に接触するが、錦山殺害を止めようとする桐生と対峙する形になり仲間を連れて彼に襲い掛かるも敗北した。敗北後は、世良の指示で「堂島殺しで捕まった桐生を他の組織（特に親殺しをされた堂島組や元傘下の風間組と嶋野組の組員）から守るためにどの組織よりも先に刺客を放った」という真相を明かして去る。

## 冴島組
『4』の終盤に桐生の後押しもあって立ち上げられた組で、東城会直系100団体目の組織。真島組とともに東城会の大幹部となる。
『5』では組長の冴島が服役しているため、兄弟分の真島が真島組と兼任の形で組長を代行している。 
冴島 大河（さえじま たいが）
東城会直系冴島組組長。

## 青山組
『5』に登場した組。組長の青山が会長秘書を兼任していることから大吾とともに福岡での盃外交に訪れた。
青山 稔（あおやま みのる）
声 - 堀内賢雄
東城会本部長、直系青山組組長。大吾の側近であり、会長秘書を務める。近江連合若頭である渡瀬の代紋違いの兄弟分。東城会を一枚岩とすべく、新参であっても忠誠を誓って結果を出した組は次々と直系に昇格させ、不祥事を起こした組は古参であっても容赦無く破門にするなどの辣腕を振るっている。東城会の乗っ取りを画策しており、大吾が失踪して間もなく会長代行に就任し、九州の山笠組を支配下に置くために山笠組本部で斑目との会談という表向きの口実を作って斑目殺害を企てるも駆け付けた桐生らに止められる。さらに仲間である森永達を出し抜いた上裏切り彼らと一悶着後は斑目を殺したのは桐生だと嘘の芝居をして現場から離れ、仕掛けていた時限爆弾の起動と共に現場から逃走する。その後八幡に「全面戦争」の宣戦布告をし、組員数百人と渡瀬を連れて埠頭で山笠組と対峙するがその数にも屈しない桐生に全員倒されたことでその場で桐生を殺そうとしたところを余りの卑劣さに激怒した渡瀬に殴られ、更には桐生にも顔が変形する程に殴られてしまう。
実は黒澤一派の一人であり、最後は観念して事件の真相を話そうとした矢先に、同じく黒澤一派の人間である森永に口封じのため射殺された。

## 染谷一家
『6』に登場した組。亜細亜街を巡る抗争に乗じて急速に力をつけている。
染谷 巧（そめや たくみ）
演 - 小栗旬
東城会直系染谷一家総長。笠原清美の元夫。「逃げるが勝ち」の如く弱まった相手を一気に潰すことで30代の若さで直系組長にのし上がるなど現在の東城会でも台頭を見せている。「暴力の復権」を歓迎しており、桐生からは「何をしでかすかわからない。」とまで評されている。桐生に対して「堂島の龍」の肩書きに「とっくにカビが生えている。」と嘯いたり、金や利益のみが人を引き付けるとしてビジネスの邪魔になるからと極道でありながら体に刺青も入れず刺青の重要さを語る桐生を嘲笑し、己の野心を隠さずに不遜な態度を見せる。一方で桐生を「老害」と侮辱した他の組の幹部をワインボトルで殴打する等ある種の尊敬の念を抱いている節も見せている。戦闘では打撃中心の総合格闘技に似たスタイルを用い、テイクダウンからの鉄槌連打を得意とする他、最後の対峙では日本刀を使用する。菅井と共に祭汪会の総帥であるロウと手を組み、大吾を嵌めるために亜細亜街の火事を仕組む。その後は真相を知ろうとする桐生と幾度とない接触や対峙を繰り返していくが桐生への完全な敵対心を持っていない事もあってロウとの対面に向かう途中で桐生と共闘したり、菅井や陽銘連合会に本格的に目を付けられた桐生に身を隠すように忠告するといった動きも見せるなど奇妙な関係性を築く。その後清美を人質に取られて「桐生とどちらかが死ねば助ける。」という戦いを強いられた際は刀を持ち出し、完全なる殺意を向けて桐生に挑むも死闘の末に敗北する。敗北後は桐生にドスを差し出して自分を殺すように嘆願するが菅井達からの執拗な脅迫を前に清美を救うために自ら腹部を刺して致命傷を負い、最後は残してきた清美との娘の「ヒロミ」のことを南雲に託して息を引き取った。

## 菅井組
『6』に登場した組。二代目体制からの古参組織で、ミレニアムタワーに事務所を構えている。
菅井 克己（すがい かつみ）
声 - 中尾隆聖
東城会本家相談役、直系菅井組組長。二代目時代からの古参幹部の一人。表向きは平静さを崩さない大物然とした慇懃な態度を装っているが、実際には短気かつ偏狭な性格で、大吾や桐生といった自身よりも若輩ながら目上に立つ存在を総じて疎ましく思い、嫉妬から嫌悪感や憎悪を寄せており、特に数多くの実績や人望を持った桐生に対しては激情と汚い口調で喚き散らす程に憎んでいる。そんな器の小ささを染谷からは「どうしようもねえ小物」と見下されている。元々は二代目からの古参として活動しており、特に目立った活躍もせずに六代目体制となった現在も名ばかりの本家相談役に据えられているが、内心ではいつか上にのし上がるという野望を秘めており、その計画のために巌見恒雄と結託し、更には染谷と共に祭汪会の総帥であるロウとも協力関係を築く。その後は大吾を嵌めるために亜細亜街の火事を仕組み、彼を逮捕に追いやった後は六代目不在の東城会に会長代行として実権を握る。その後桐生が東城会を訪れた際は彼から「遥の事故に関与していないか。」を聞かれ、染谷と共に中国マフィアの抗争で手一杯という形で関与していないことを告げる。終盤では巌見と共に桐生達と対峙し、遥とハルトを人質にされた事で手が出せない桐生に対して今まで抱え込んできた彼や大吾への妬みや憎しみを一気にまくし立てながら積年の鬱憤を晴らさんと言わんばかりに鉄パイプで散々殴りつけるが、遅れて到着した勇太達に乱入されて桐生が巌見との一騎打ちに挑む傍で自身は南雲とタイマンを張る。巌見の敗北後は追い詰められた彼から遥とハルトを殺すように命令されるが庇った桐生によって失敗し、それでも尚も桐生を殺そうと執拗に銃撃しようとしたところを田頭に殴りつけられ、最後は広瀬一家に追い詰められた事で最早勝機がない事を悟って持っていた拳銃で自ら命を絶った。
上述したとおり人間的には卑怯卑劣な小物であったが、自らの引き際を察し潔く死を選んだ姿勢は『ONLINE』の巌見恒雄のサブストーリーにおいて陽明連合会の小清水寛治に「少なくとも（協力関係にあった）恒雄よりは立派な極道だった。」と評された。

## 植松組
『極2 真島編』に登場した組。千両通りに事務所を構えている。
植松 彰信（うえまつ あきのぶ）
声 - 田中美央
東城会直系植松組組長。顔に斜めに入った傷が特徴。現在の東城会で最も多くの金を稼いでいると言われており、故に上納金を多く納められない他の幹部たちを見下す傾向がある。東城会改革の際にその実力を買われて三次団体の若衆から直系組長へと大抜擢され、空席となった若頭の座を狙って同じく若頭候補である真島と争う形になったが、その最中に飯渕に利用された川村によって殺害された。

## 飯渕組
『極2 真島編』に登場した組。植松組に次いで金を稼いでおり、真島組解散騒動の主犯格。
飯渕 圭（いいぶち けい）
声 - 子安武人
『極2』に登場した東城会直系飯渕組組長で、元コンサルタント。基本は冷静沈着だが、少しでも自分の思い通りにいかない展開に陥ると声質に露骨な苛立ちが滲み出たり、真島と対峙して本性を露呈した際には声を荒げるなど、根本的には気性の荒い性質である。また、インテリヤクザとしての技量は凄まじく、東城会改革の際にその圧倒的な知識量と理性的な判断力を買われて直系組長へと抜擢されているが、義理人情などの古い価値観にとらわれている古参の幹部衆を毛嫌いしている。戦闘では玉城や同作における倉橋に似た拳銃と体術を合わせたスタイルで戦う。借金苦の川村を利用することで近江連合の幹部及び植松を殺すように指示し、後に指令を終えた彼を用済みとして射殺した。近江連合の幹部と共謀し、東城会を近江に吸収合併させて全国統一を果たした組織の要職に就き極道社会を合理的な自分の理想とする世界に染め上げるという自身の目的を暴露し、真島と交戦する。その後真島との激戦に敗れ、「残念だったな、真島ぁ……全てはもう動き始めているんだよ。西と東の大戦争が起こり、東城会は消える」と言い放ち「これから面白いことになる、最高のエンタテイメントだ。一足先に行って……特等席を確保しておかねえとな」と嘲りながら持っていた拳銃で自ら命を絶った。
『ONLINE』で実は近江連合の高島と内通しており、極道社会に身を投じたのも小さなコンサルティング会社でくすぶっていたところを高島に誘われたからだった。また、真島の行動を把握しているはずの高島が応援を寄越さなかった事から自身が「高島の単なる使い捨ての駒」に過ぎなかったことを悟り、駒らしく死に至るという心理描写が追加されている。

## その他東城会系組織の関係者
戸田（とだ）&矢島（やじま）
『2』に登場した東城会幹部の2人。『極2』で名前が判明し、戸田は戸田組組長で、矢島は矢島組組長である。寺田が近江連合に襲撃された後、彼が残した書状の内容に納得せず、仇打ちに行くかで揉めていたところを弥生の一声で制止された。後に近江連合の襲撃を受けて二人共殺害された。
『極2 真島編』では寺田が出した東城会改革の案に反発するも、飯渕と植松に稼ぎの少なさを指摘されて黙り込む。
玉城 鉄生（たましろ てつお）
声 - 石塚運昇
身長182cm、体重74kg、A型
『3』に登場した東城会系玉城組組長。54歳。強欲且つ派手好きにして女好きという性格や、用済みとなった咲の実母に暴力を振るい、なおかつナイフで切りつける凶行を行うなど、冷血かつ狡猾な性質や、人間の持ちうる醜悪な一面を凝り固めたかような卑劣漢で、桐生からも「外道」と言われている。彼の束ねる玉城組は東城会系の五次団体で琉道一家の他に沖縄の琉球街にあるもう一つの極道組織でもあり、琉球街北のビルに事務所を構えている。組織の利益の為ならば卑劣な行為を平然と行う東城会系列の中でも随一の無法者の集まりで、地元住民から相当嫌われている。戦闘では回避技やフェイントを多用した体術を使用する他、初戦はナイフ（投擲含む）やメリケンサックといった近接武器を用いて戦い二戦目は拳銃による銃撃の他、上空に発砲して部下を乱入させるといったそれぞれ自らの性質を体現した様な戦法を取る。琉道一家を潰すために咲の実母を騙して咲を誘拐し、救出に駆けつけた桐生と戦うも敗北する。その後は峯と結託して構成員と共に「アサガオ」を破壊し、桐生を誘き寄せるために名嘉原茂を誘拐して闘牛場で桐生と戦うも再び敗北する。その後桐生が背を向けた時に射殺しようとするも庇った力也により失敗し、再度彼を殺そうとしたところを駆けつけた風間譲二によって側頭部を撃ち抜かれ射殺された。死後に錦山組や白峯会共々組は解体されたが『4』で空きビルとなった事務所を桐生や浜崎、靖子の三人が話し合う時に使用した。
片桐（かたぎり）
『4』の冴島のサブストーリーに登場した東城会系組織の組員。金稼ぎと知略に長けたインテリヤクザで、極道の価値観を古臭い物として見下しているが、腕っ節が弱いために周りから見下されている事をコンプレックスとして抱えている。また、弟分の入江は自身より年上だが、自身が組の中では出世頭という立場にあり、彼を従えている。上納金が用意出来ていないという理由で入江に制裁を加えていたところを冴島に止められる。その後、ギャングに袋叩きにされていたところを冴島に助けられ、直後に入江に対する態度や金勘定のみに拘るスタンスを冴島に「ヤクザは舐められたら終いだ」と指摘される。その後は自身の考えを改めた後は上納金の確保や組のシノギも捗る様になり、その功績から直系への昇格も見えてきた事も話し、極道として当たり前の事に気付かさせてくれた冴島に感謝して去って行った。
森永 悠（もりなが ゆう）
声 - 東地宏樹
『5』に登場した東城会会長護衛役。礼節をわきまえ、上の命令には絶対遵守である。戦闘では隙の少ない打撃を主体とした戦法を取る。相沢とともに、青山から大吾の監視と護衛を任されるも、福岡の交通事情に疎かったために大吾が乗ったタクシーを見失う。その後、大吾を乗せたタクシーの運転手が鈴木太一（桐生）であることを知り、相沢と共に桐生に接触し、大吾の居場所を吐かせようとしたが、明確に知ることができずに立ち去る。その後は五分の盃に不満を漏らした山笠組からの攻撃を受けて怪我を負うが、桐生や相沢と共に山笠組本部に駆け込んで斑目の暗殺を阻止したところを青山に撃たれて負傷し、撤退を余儀なくされる。
実は黒澤一派の一人であり、青山に撃たれ負傷したことも演技だった。しかし、青山が桐生に詰められ情報を放そうとしたため射殺した。桐生に東京へ向かうように言い残してその場を去ったが後に桐生の生き様を目の当たりにしたことで相沢では彼を超えられないと判断し、相沢に計画から降りるように勧めたが、それが計画の邪魔となって相沢により殺害されたとされている。
相沢 聖人（あいざわ まさと）
声 - 安元洋貴
『5』に登場した東城会会長護衛役で、森永の弟分。背中の刺青は真鯉。見る者を威圧する巨躯を持ち、冷静沈着な兄貴分の森永とは対照的に、頭を使った交渉事には向いておらず、熱くなると手が付けられない一面があるほか、寡黙な態度を装っていても相手の対応によってはつい態度が表に出るなど若さが目立っている。戦闘では巨体を活かした力技で正面からぶつかる戦法を用いる。
実は森永と同様に黒澤一派の一人で、近江連合七代目会長の黒澤の息子である。後述の目的で桐生に挑む為に敢えて黒澤の計画に乗り、森永と共に計画通りの行動を起こした上で桐生を東京に行かせる為に森永に殺害されたように見せかけて一時は姿を消す。その後は桐生と接触したことで心変わりした森永に計画から降りるように勧められて抗議を続けたが、計画の邪魔になると判断して殺害する。その後も黒澤の命令で動き、黒澤との取引で森永を追うように指示されていた冴島と賽の河原で出会い、そこで花屋から得た情報で勝矢に目を向けさせることで冴島を神室町ヒルズに向かわせるように仕向ける。その後東城会本部にて桐生に生まれ持った才能や家柄で地位が決まる極道を馬鹿馬鹿しいと思っていることを語り、本来の力だけで頂点に立つことができるという事を証明するべく強大なカリスマ性と人望を持つ桐生という壁を越える為に戦いを挑むも死闘の末に敗北し、直後に桐生の「何年経っても構わない。這い上がってまた俺に向かって来い。その時まで待っててやるぜ。」という言葉を受けて気を失った。
『ONLINE』の補完エピソードでは森永に歯向かうことは本意じゃなかったが、森永と殺し合った末に死を悼みながら頂点を目指そうとしていたことが明らかになる。桐生と戦って敗れた後は神室署の警察官に傷害と殺害の容疑で逮捕され、「森永の兄貴の言う通りになっちまった。」とぼやいた。その後は東城会直系組長殺害の罪に問われ、東京刑務所に収監された。
安住（あずみ）
『5』に名前のみ登場した東城会若頭補佐。物語序盤で名古屋で起きた謎の事故に近江連合若頭補佐である高知と共に巻き込まれて死亡した。後に大吾の発言からその事故は黒澤の策略によるものだと判明した。
なお、『OF THE END』で東城会直系安住組組長で、大吾の側近である安住という人物が登場しているが、同一人物かは不明である。
室田（むろた）
『6』に登場した東城会系仁星一家の駆け出しの構成員。セレナ裏で祭汪会の構成員に殺されかけていたところを桐生に助けられ、礼を言うと共に桐生が探していた秋山の現状を教えてその場を後にした。その後、桐生への恩返しとして桐生の件で意気投合した秋山の変装を手伝い、再会した桐生に東城会と祭汪会が繋がりがあるのではないかという情報を提供した。
氷川（ひかわ）
『7』に名前のみ登場した東城会系氷川興産組長。1977年12月31日当時、かねてより荒川に自身の娘との縁談を持ちかけていたが、荒川が隠れて交際していた女性「茜」の妊娠を機に縁談の断りを入れたことで激昂し、荒川本人に制裁を加えるだけでは飽き足らず、身籠もった子供もろとも茜の殺害を企てる。その後、荒川には隙を突いて逃げられ、子供は産み落とされるが、茜だけは馴染みのスナックに身を隠していたところを捕らえて殺害した。その後は構成員と共に姿を消し、氷川興産もそのまま解散となった。
『8』では回想シーンに登場。茜の殺害を外部の殺し屋に依頼した事が明かされ、彼女の生存に望みを賭けて事務所に乗り込んで来た荒川から殺害の中止を指を撃ち抜く凄惨な拷問を交えながら要求されるが頑なに拒否し続け、茜に悲惨な末路しか残されていない事を嘲笑いながら命を落とした。
氷川 百合子（ひかわ ゆりこ）
『8』に登場した氷川興産組長の娘であり、横浜星龍会若頭・海老名正孝の実母。1980年代まだ氷川興産が東城会系団体として活動していた頃、組長である父が後継者にと目してた、当時、氷川興産構成員だった若かりし頃の荒川真澄との婚姻の話が進められていた。親の言う事は絶対という裏社会のルールにより荒川も無下に断ることも出来ず、組長の目を欺く形で、百合子との関係を続けつつも、意中の女性・岸田茜との関係も続けていた。父親の思惑とは別に、百合子本人も荒川に好意を抱き関係を喜んでいたが、荒川には意中の女性がいるという事にも気が付いていた。そんな時、自身の妊娠が発覚。荒川の目が自分に向いてくれるかもしれないと言う微かな希望を抱いていたが、荒川に自身の妊娠を伝える前に、荒川が組長に茜との関係を伝え百合子との婚姻解消を申し出ていた。そのせいで、組長は激怒し他の構成員や殺し屋を放ち、荒川と茜の殺害を命令。２人は必死に逃げ遂せたが、茜もまた妊娠しており、密かに出産した赤ん坊を神室町のコインロッカーに預け逃走。追っ手の目を掻い潜り、荒川にも告げず密かにフィリピン行き貨物船に乗り込み密航することで逃げ切った。しかし、荒川はそんなことは露知らず、茜が氷川興産に捕えられたと思い、単身、組事務所を襲撃。組は壊滅し組長である父も殺害された。その後、残された組員たちは他の組へ離散し、自身もまもなく出産。元来、病弱ではあったが、父は亡くなり、知らずとは言え荒川にも相手にされず、元組員からも見放されるという、天涯孤独の状況で我が子を育てる為、必死に育児に勤しんでいたが、正孝が中学生になる頃、ついに大病を患い倒れ寝込んでしまう。正孝は父や荒川、元組員たちに恨みを持っていたが、「どうか恨まないで欲しい」と告げ、正孝の手を握りながら息を引き取った。正孝はその後、養子に出され海老名性に改名。百合子自身も茜の生死はおろか妊娠についても知らず、腹違いの兄弟がいることさえも知らなかった。また実父にも打ち明けた描写は描かれておらず、実父も百合子の妊娠は知らないままこの世を去った。
鈴森 近雄（すずもり ちかお）
『7』に登場した東城会直系坂木組構成員。2000年の大晦日の晩、組の事務所前で倒れていた真斗に「社会のゴミ」と吐き捨てられたため、激昂して制裁を加え、その最中に拳銃を取り出して来た彼を挑発するも2001年を迎えた直後に射殺された。
カムロップ
『7』に登場した神室町のご当地キャラ「カムロップ」の着ぐるみを着た元東城会構成員。近江連合に見つからないようにするために着ぐるみを拝借し、異人町に逃げ込んだことになっている。春日が東城会の代紋を拾った直後にメールを送り、拾った代紋をアイテムや装備と交換することができるようになる。

## 元東城会関係者

### 笹井組
笹井 英樹（ささい ひでき）
『4』に登場した元東城会系笹井組組長。冴島の渡世の親。現役だった頃は仁義を貫き、義理と人情を重んじていた。喧嘩に明け暮れていた若き日の冴島を返り討ちにするほどの武闘派で、その出会いを期に靖子の入院費3000万円を負担する代わりに冴島を笹井組に引き入れる。25年前に冴島が上野吉春を襲撃した事件の直後に責任を取って組を解散させた後に失踪していたが、半死状態になっているところを真島に発見され、賽の河原で保護されてホームレスとなる。その後、脱獄した冴島と再会した直後は人格が崩壊していたが、冴島との再会でわずかに意識を取り戻した。
『ONLINE』では冴島の過去のエピソードで、彼の手によって病院へ入院し保護されていることが判明する。
本山 義則（もとやま よしのり）
『4』の冴島のサブストーリーに登場した元笹井組若頭で、冴島の兄貴分だった男。現在はホテル街近辺でホームレスとして生活をしている。戦闘では柔術と空手を使い、ホームレスとなった後も非常に高い喧嘩の実力を持つことから現役時代は武闘派の極道であったことが推測できる。上野吉春襲撃事件の直後に組の解散と笹井の失踪で全てを失い、その原因が冴島にあると勘違いし、後に脱獄した冴島の命を狙うも敗れる。その後、冴島から笹井が生きていることを聞かされて人生をやり直すことを決意し、神室町を出た。

### 荒川組
荒川 真澄（あらかわ ますみ）
東城会系荒川組組長。後に八代目近江連合若頭代行、直参荒川組組長。春日の渡世親。
春日 一番（かすが いちばん）
元荒川組若衆で、『ONLINE』及び『7』の主人公。

### 田端組
田端 修二 (たばた しゅうじ)
『8』に名前のみ登場した元東城会直系田端組組長。自身の組の若頭と妻の田端唯が恋仲となり、そのことが原因で口論となった際、山井の手によって殺害された。その後、山井はハワイへ国外逃亡。組は解散し、組員は他所に吸収される形で離散した。
山井 豊（やまい ゆたか）
声 - 子安武人
元田端組構成員。戦闘ではバールを操り、最終戦ではバールに炎を纏わせる。組在籍時、組長の妻である唯に惚れており、唯から正当防衛に見せ掛けた旦那の殺害を依頼された。唯の気を引けるかもしれないと言う一抹の希望を持ってその依頼を受諾、組長を殺害するも唯に裏切られ、組を追われる身となる。組と警察の追っ手から逃れる形でハワイへと国外逃亡し、アート&ナイトスクエアを縄張りとしてギャングチーム「山井一派」を築き上げ裏社会で頭角を現す。しかし、ハワイではあくまで新参者扱いされ、バラグーダやガンジョーからは下に見られているとこぼす。常に分厚いコートを肩に掛け、常夏のハワイの環境とは見合わない異色の姿をしている。「寒い」と口癖のように言う。自身に負債を抱えるトミザワにタクシー強盗を強要しており、強盗に失敗し所有の車も押収された際にはケジメを取らせるため三田村と合流した春日を襲うも、三田村の援護もあって返り討ちにされた。その後、茜の身柄確保を目的に彼女の自宅へ向かったところで春日と再会、トミザワに裏切られるも春日とともに戦った桐生の姿を見て「死んだはずの堂島の龍」が生きていたことを確信。以降は茜ではなく桐生に固執するようになる。ガンジョーが内紛の状態になるとそれに乗じて組織を潰すべくウォンを探し、潜伏している森に火をつけてあぶり出した。春日たちと再び戦闘になり一瞬の隙に逃げられたが、吐血し身動きが取れなくなった桐生の身柄を確保する。その後ナイトスクエアにて桐生奪還を目論む春日たちと応戦し、またも敗北した。しかし、桐生は山井自身にとって憧れの存在であったことから手厚く看護し療養させており、大人しく身柄を引き渡すと春日に感謝された。その後、茜を捜索するべくナイトスクエアに足を踏み入れたガンジョー・バラクーダ構成員を自身の手下たちや春日たちと共に撃退する。春日から茜捜索の協力を求められ拒否したが、「我を通すなら力づくで」の教育方針に則った春日たちに本気で襲いかかるも激闘の末に敗北。そこで初めて負けを認め、春日たちに協力することを約束した。その後は茜の保護や大道寺一派セーフハウスへの送迎など、常に春日たちの行動をサポートする立場になった。物語終盤では日本帰国の術を無くしていた春日たちに、国際指名手配されていた自身の立場を利用し警視庁・海上保安庁の助力を賜ることで手を差し伸べ、春日たちと共に30年ぶりに日本に帰国した。田端組長殺害の容疑を認めるも、身柄を拘束される前に唯に会うために逃亡する。その後正田病院にて唯との再会を果たし、自身の「寒気」のきっかけとなった過去を春日たちに語った後に自らの足で出頭した。春日からは筋の通った本物の極道にして恩人だと評されたほか、手下たちやナイトスクエアの住民からは厚い信頼を得る存在でもあった。最終決戦でハワイへ再上陸した際にドンドコ島に招待できるようになる。
田端 唯 (たばた ゆい)
『8』に登場した田端修二の妻。1度の買い物で数百万円単位の金を使い、毎晩、シャンパンタワーを建てるなど破天荒で目立った存在であり元々少ないシノギを常に食いつぶす等して、組員からは煙たがられていた。組長である旦那はそれらを黙認していたが、当時の組若頭との恋仲が発覚しそうになり、山井に正当防衛を装って旦那の殺害を依頼。しかし、山井に全ての罪被せるため罠に嵌めて陥れた。その後も若頭といちゃつくなど破天荒な行動は変わらずにいたが、やがて一連の悪行の天罰の如く、2023年（当時57歳）には若年性アルツハイマーを患い入院していた。国外逃亡していた山井と30年ぶりに再会するも、山井本人とは認識出来ず、寒いから暖房を入れて欲しいと懇願するが、山井が羽織っていたコートを肩から掛けられた。

### 志垣組
志垣 輝彦 (しがき てるひこ)
演 - 青木崇高
『8外伝』に登場した元東城会直系志垣組組長。戦闘では刀やドスを使用し、部下とともに大人数で攻撃を仕掛ける。極道時代から国際派だったようで、パレカナが放置してた放射性廃棄物の処理を請け負うため元東城会の有志100人を引き連れハワイのネレ島に上陸、アメリカ州政府から補助金を出させ、かつてネレ島に廃棄物を運送していた不二宮グループの後押しもありビジネスとして成立させる。ビジネスの後見人としてネレ島を訪れるも行方不明となった真島を心配していたが、記憶を失い海賊となった真島を見て困惑していた。表向きはボランティア活動を熱心に行っているが、実際は島に眠っているとされているエスペランサの財宝を探すべくタッカーと手を組み、タッカーの指示でパレカナの「異端の村」と呼ばれる場所を探していた。真島と真島を心配してハワイにきた冴島を邪魔者扱いし、マッドランティスで真島を殺害し、その騒動を冴島が追えば2人まとめて島から追い出せると考える。部下をパレカナに変装させノアを誘拐、真島と対峙させるも敗北した。その後、自身の目的が財宝であることを知った真島に問い詰められると殺意を隠さずに刀を抜き、ゴロー海賊団と全面衝突するも敗北。真島からともに財宝を探し山分けすることを提案され渋々条件を飲む。財宝発見後、レイモンドがモアナを人質に取り財宝を要求してきた際には再び真島と対立、ノアを人質に取るべくドスを向けるとノアをかばったジェイソンの腹部を誤って刺し致命傷を負わせてしまう。ノアの流す涙を見て心を変え、真島に頭を下げ協力することを誓った。